# MasterChef Celebrity (programa de televisión español)
MasterChef Celebrity es un programa de televisión español de competición gastronómica entre famosos. Su formato está basado en el espacio de televisión británico de cocina con el mismo título. RTVE produce el programa en colaboración con Endemol Shine Iberia.
Su estreno fue el 6 de noviembre de 2016 con Eva González como presentadora (hasta la tercera edición) y con Pepe Rodríguez, Jordi Cruz y Samantha Vallejo-Nágera como miembros del jurado.
Tras la marcha de González, el propio jurado asumió ser presentadores del formato.

## Historia
A principios del año 2016 se confirmó que La 1 estaba preparando una nueva versión del exitoso programa MasterChef España pero que esta vez contaría con concursantes famosos exponiendo sus dotes culinarias. Pasaron unos meses hasta que el 13 de junio de 2016 se confirmaron los primeros participantes oficiales: la actriz Loles León y el actor Fernando Tejero (ambos conocidos por las exitosas series Aquí no hay quien viva y La que se avecina). Días después, se confirmó también la participación de la cantante Niña Pastori y de la actriz Cayetana Guillén Cuervo.
Por su parte, el 15 de junio del 2016, se confirmó a la cantante María del Monte, aunque abandonó el programa tras dos emisiones, siendo sustituida por la modelo Estefanía Luyk. Además, el 16 de junio de 2016, se confirmó la participación de Fonsi Nieto. Un día más tarde, se confirmó la participación del torero Manuel Díaz «El Cordobés», su mujer Virginia Troconis y el actor Miguel Ángel Muñoz.
Tras el éxito de la primera edición, la cadena renovó el formato por una nueva edición, que contaría con diferentes famosos. Así, en las últimas semanas de mayo de 2017, se confirmó el casting completo. Entre ellos figuraban los cómicos y humoristas Edu Soto, José Corbacho, Silvia Abril y Anabel Alonso; los actores Pepón Nieto, Patricia Montero, Marina San José y Bibiana Fernández; la presentadora Usun Yoon; el modelo Juan Betancourt; el medallista olímpico de piragüismo Saúl Craviotto y el cantante internacional Carlos Baute.
La tercera edición tuvo como concursantes a la presentadora Paula Prendes, las actrices Dafne Fernández, María Castro y Paz Vega; los actores Santiago Segura, Iván Massagué y Óscar Higares; los cantantes Mario Vaquerizo y Xuso Jones; y lo completaron Boris Izaguirre, Carmen Lomana, Antonia Dell’Atte y Jaime Nava.
Para la cuarta edición se anunció que el casting estaría formado por las actrices Ana Milán, Marta Torné y Elena Furiase; los actores Félix Gómez y Álex Adrover; la exgimnasta Almudena Cid, así como el exjugador de baloncesto José Miguel Antúnez; los cantantes Juan Salazar, José Salazar y El Sevilla; y por otras celebridades como Vicky Martín Berrocal, Juan Avellaneda, Tamara Falcó y Ana Obregón. En el cuarto programa de la misma edición, se incorporaron como concursantes oficiales Anabel Alonso y Boris Izaguirre, ambos participantes de ediciones anteriores, logrando ser el casting más numeroso del formato celebrity.
El 4 y 5 de mayo de 2020 se anunciaron los famosos que participarían en la quinta edición del concurso, siendo elegidos las actrices Laura Sánchez, Melani Olivares y Raquel Meroño; los actores Nicolás Coronado, Jesús Castro y Juanjo Ballesta; los humoristas Florentino Fernández y La Terremoto de Alcorcón; la presentadora de televisión Raquel Sánchez Silva y famosos como Celia Villalobos, Josie, Gonzalo Miró, Ainhoa Arteta, Pedro Delgado y Lucía Dominguín Bosé. A última hora, se decidió prescindir de Willy Bárcenas, vocalista de Taburete e hijo del extesorero del Partido Popular Luis Bárcenas, debido a un cambio de planes de la cadena.
Entre el 8 y 15 de abril de 2021 se anunciaron los famosos que participarían en el concurso en la sexta edición, entre ellos se encuentran las actrices Belén López, Carmina Barrios, Verónica Forqué y Victoria Abril; el actor Iván Sánchez; los cantantes David Bustamante, Tamara y Yotuel Romero; el diseñador Eduardo Navarrete; el comentarista deportivo Juanma Castaño; los presentadores Julian Iantzi y Terelu Campos; el humorista Miki Nadal; la artista Samantha Hudson; la modelo Vanesa Romero y el rapero Arkano.
El 19 de julio de 2022 se confirmó la lista oficial de los famosos que concursarían en la séptima edición del formato, entre ellos estarían los actores Manu Baqueiro, Pepe Barroso, Fernando Andina, Emmanuel Esparza y Eduardo Rosa; la actriz Daniela Santiago; los humoristas Xavier Deltell, Patricia Conde y Lorena Castell; las aristócratas Isabelle Junot y María Zurita; la diseñadora de moda María Escoté; la cantante Ruth Lorenzo; la vedette Norma Duval y el periodista deportivo Nico Abad. La política Cristina Cifuentes también iba a formar parte del casting pero finalmente se decidió no contar con ella por ser un perfil similar al de otras ediciones.
El 26 de abril de 2023, la cadena anunció a los famosos que participarían en la octava edición, siendo los elegidos el torero Jesulín de Ubrique; los humoristas Jorge y César Cadaval, integrantes del dúo humorístico Los Morancos; las presentadoras Toñi Moreno y Tania Llasera; la aristócrata Genoveva Casanova; la artista y sobrina de Miguel Bosé, Palito Dominguín; los actores Jorge Sanz, Blanca Romero, Laura Londoño y Miguel Diosdado; el influencer Daniel Illescas; el jinete Álvaro Muñoz Escassi y la modelo Sandra Gago. En un principio esta última plaza estaba cubierta por la modelo y colaboradora de televisión Alba Carrillo, pero por desavenencias finalmente se optó por Gago en su lugar.
Para la novena edición, se confirmaron a la política Cristina Cifuentes (quién ya estuvo en negociaciones para formar parte de la sexta edición), el socialité Pocholo Martínez Bordiú, la artista Topacio Fresh, el cantante Pitingo, los actores Hiba Abouk, Francis Lorenzo, Itziar Miranda, María León, Rubén Ochandiano, José Lamuño, Nerea Garmendia, el diseñador Pelayo Díaz, los humoristas José Luis Cano, Raúl Gómez e Inés Hernand y la influencer Marina Rivers. Se sabe gracias al programa Ni que fuéramos que la presentadora Cristina Tárrega estuvo en conversaciones para convertirse en concursante oficial en esta edición.
El 26 de abril de 2025, durante la emisión de la final de la Copa del Rey, Pepe Rodríguez confirmó que el actor Alejo Sauras, el presentador Quique Jiménez "Torito", la cantante Soraya, el exfutbolista Miguel Torres, y la cuñada de Rocío Jurado, Rosa Benito, serían los primeros 5 concursantes confirmados de la décima edición del formato. Días después, al elenco se sumaron los presentadores José Manuel Parada y Mariló Montero, la periodista Valeria Vegas, los humoristas Valeria Ros y David Amor, la folclórica Charo Reina, el mago Jorge Luengo, los cantante Juanjo Bona y Necko Vidal y la influencer Masi Rodríguez. La periodista Lydia Lozano también formaba parte del elenco, pero una lesión en la mano derecha provocó que fuese imposible la compatibilidad.

## Formato
Las pruebas a las que tendrán que hacer frente los participantes son:
- Caja misteriosa (prueba inicial): los concursantes recibirán uno o más ingredientes que deben utilizar en el plato a cocinar de alguna forma, bien a su estilo o bien siguiendo las indicaciones o consejos que haya dado el jurado. Los dos mejores platos serán los capitanes de la siguiente prueba. El mejor aspirante será recompensado de alguna forma, generalmente con privilegios tales como no poder ser expulsado en ese programa o alguna ventaja para las pruebas siguientes.
- Reto creativo (prueba inicial): los aspirantes serán limitados a usar unos ingredientes, y con ellos deberán cocinar el plato que decidan tratando de que los ingredientes propuestos combinen de forma adecuada.
- Prueba de presión (prueba inicial): la prueba más dura. Una estrella importante de la cocina visitará el programa, les enseñará una de sus creaciones y la tendrán que reproducir de la manera más fidedigna posible siguiendo las indicaciones y los pasos del maestro.
- Prueba por equipos: se realiza fuera de las cocinas de MasterChef, generalmente cocinando para personalidades públicas o reconocidas. Los concursantes se dividen en dos equipos, rojo y azul, escogiendo el capitán de cada uno los integrantes y el menú a cocinar entre varios expuestos, empezando el mejor de la prueba inicial. Los concursantes deberán cocinar de forma organizada para sacar todos los platos a tiempo. En la valoración se tendrán en cuenta las opiniones de los comensales, pero el jurado tendrá la última palabra.
- Prueba de eliminación: el equipo o concursantes que mejor lo hayan hecho en la prueba anterior estarán exentos de esta prueba. El resto deberán cocinar la receta que indique el jurado. El jurado «deliberará» y quien haya hecho el «peor» plato abandonará el programa definitivamente.

Solo se realiza una de las tres variaciones de prueba inicial en cada programa. Todas las pruebas tienen un tiempo límite establecido por el jurado, y antes de comenzar los aspirantes disponen de tres minutos para abastecerse de ingredientes de un «supermercado», excepto en la prueba por equipos.

## Temporadas
| Temporada | Temporada | N.º de programas | Participantes | Estreno                  | Final                   | Ganador(es)               | Audiencia media | Audiencia media |
| Temporada | Temporada | N.º de programas | Participantes | Estreno                  | Final                   | Ganador(es)               | Espectadores    | Cuota           |
| --------- | --------- | ---------------- | ------------- | ------------------------ | ----------------------- | ------------------------- | --------------- | --------------- |
|           | 1         | 6                | 10            | 6 de noviembre de 2016   | 13 de diciembre de 2016 | Miguel Ángel Muñoz        | 3 282 000       | 23,7%           |
|           | 2         | 10               | 12            | 19 de septiembre de 2017 | 21 de noviembre de 2017 | Saúl Craviotto            | 2 730 000       | 23,5%           |
|           | 3         | 11               | 14            | 9 de septiembre de 2018  | 25 de noviembre de 2018 | Ona Carbonell             | 2 859 000       | 20,5%           |
|           | 4         | 12               | 17            | 11 de septiembre de 2019 | 27 de noviembre de 2019 | Tamara Falcó              | 2 383 000       | 21,7%           |
|           | 5         | 12               | 16            | 15 de septiembre de 2020 | 8 de diciembre de 2020  | Raquel Meroño             | 2 458 000       | 21,5%           |
|           | 6         | 12               | 16            | 13 de septiembre de 2021 | 29 de noviembre de 2021 | Juanma Castaño Miki Nadal | 2 126 000       | 20,1%           |
|           | 7         | 12               | 15            | 12 de septiembre de 2022 | 29 de noviembre de 2022 | Lorena Castell            | 1 531 000       | 15,5%           |
|           | 8         | 12               | 15            | 7 de septiembre de 2023  | 30 de noviembre de 2023 | Laura Londoño             | 1 177 000       | 15,9%           |
|           | 9         | 12               | 16            | 9 de septiembre de 2024  | 2 de diciembre de 2024  | Inés Hernand              | 881 000         | 14,1%           |

## Equipo

### Presentadora y jurado
Las elaboraciones de los concursantes son valoradas por un jurado profesional compuesto por tres chefs, viéndose en ocasiones reforzado por los invitados del programa.
| Cadena                                                             | La 1 | La 1 | La 1 | La 1 | La 1 | La 1 | La 1 | La 1 | La 1 |
| Edición                                                            | 1    | 2    | 3    | 4    | 5    | 6    | 7    | 8    | 9    |
| Año                                                                | 2016 | 2017 | 2018 | 2019 | 2020 | 2021 | 2022 | 2023 | 2024 |
| ------------------------------------------------------------------ | ---- | ---- | ---- | ---- | ---- | ---- | ---- | ---- | ---- |
| Eva González Modelo y presentadora                                 |      |      |      |      |      |      |      |      |      |
|                                                                    |      |      |      |      |      |      |      |      |      |
| Pepe Rodríguez Rey Chef del restaurante El Bohío, en Illescas      |      |      |      |      |      |      |      |      |      |
| Jordi Cruz Chef del restaurante ABaC, en Barcelona                 |      |      |      |      |      |      |      |      |      |
| Samantha Vallejo-Nágera Propietaria del cáterin Samantha de España |      |      |      |      |      |      |      |      |      |

## Primera edición (2016)
A principios del año 2016 se confirmó que La 1 estaba preparando la nueva edición del programa MasterChef España pero que contaría con famosos, la cual sería estrenada el 6 de noviembre de 2016 y finalizando la edición el 13 de diciembre de 2016.

### Aspirantes
| Concursante               | Procedencia     | Profesión                | Información             |
| ------------------------- | --------------- | ------------------------ | ----------------------- |
| Miguel Ángel Muñoz        | Madrid          | Actor                    | Ganador                 |
| Cayetana Guillén Cuervo   | Madrid          | Actriz y presentadora    | Duelista                |
| Loles León                | Barcelona       | Actriz                   | 3.os finalistas         |
| Fernando Tejero           | Córdoba         | Actor                    | 3.os finalistas         |
| Virginia Troconis         | Venezuela       | Exmodelo                 | 5.ª expulsada           |
| Manuel Díaz «El Cordobés» | Arganda del Rey | Torero                   | 4.º expulsado           |
| Estefanía Luyk            | Madrid          | Modelo y empresaria      | Reserva / 3.ª expulsada |
| Fonsi Nieto               | Madrid          | Expiloto de motociclismo | 2.º expulsado           |
| María del Monte           | Sevilla         | Cantante y presentadora  | Abandono voluntario     |
| Niña Pastori              | San Fernando    | Cantautora               | 1.ª expulsada           |

### Estadísticas semanales
| Puesto | Aspirante       | Programas | Programas | Programas | Programas | Programas | Programas | Programas | Programas | Programas | Programas | Programas | Programas | Programas | Programas | Programas | Programas | Programas | Programas | Programas |
| Puesto | Aspirante       | 1         | 1         | 1         | 2         | 2         | 2         | 2         | 3         | 3         | 3         | 4         | 4         | 4         | 5         | 5         | 5         | 6         | 6         | 6         |
| Puesto | Aspirante       | PI        | PEX       | PEL       | PI        | PEX       | PEX       | PEL       | PI        | PEX       | PEL       | PI        | PEX       | PEL       | PI        | PEX       | PEL       | PI        | PEX       | DF        |
| ------ | --------------- | --------- | --------- | --------- | --------- | --------- | --------- | --------- | --------- | --------- | --------- | --------- | --------- | --------- | --------- | --------- | --------- | --------- | --------- | --------- |
| 1      | Miguel Ángel    | MD        | AD        | IN        | DG        |           | AD        | IN        | BD        | EG        | IN        | BD        | EP        | BD        | GD        | MD        | AD        | SMD       | GD        | GANADOR   |
| 2      | Cayetana        | AD        | MD        | AD        | DG        |           | AD        | IN        | BD        | EG        | IN        | AD        | EP        | GD        | MD        | MD        | AD        | GD        | IN        | 2.º LUGAR |
| 3      | Loles           | MD        | GD        | IN        | MD        |           | GD        | IN        | BD        | EP        | GD        | AD        | EG        | IN        | MD        | GD        | IN        | BD        | EL        |           |
| 3      | Fernando        | GD        | MD        | AD        | MD        |           | AD        | IN        | BD        | EP        | BD        | AD        | EG        | IN        | MD        | SMD       | AD        | MD        | EL        |           |
| 5      | Virginia        | MD        | MD        | AD        | MD        |           | BD        | SPD       | GD        | EP        | BD        | AD        | EP        | BD        | MD        | MD        | EL        |           |           |           |
| 6      | Manuel          | MD        | AD        | IN        | MD        |           | BD        | GD        | BD        | EG        | IN        | BD        | EG        | EL        |           |           |           |           |           |           |
| 7      | Estefanía       |           |           |           |           |           |           |           | BD        | EP        | EL        |           |           |           |           |           |           |           |           |           |
| 8      | Fonsi           | MD        | BD        | IN        | MD        |           | BD        | EL        |           |           |           |           |           |           |           |           |           |           |           |           |
| 9      | María del Monte | AD        | MD        | SPD       | MD        |           | BD        | AB        |           |           |           |           |           |           |           |           |           |           |           |           |
| 10     | Niña Pastori    | MD        | MD        | EL        |           |           |           |           |           |           |           |           |           |           |           |           |           |           |           |           |

(PI) Prueba inicial, (PEX) Prueba de exteriores, (PEL) Prueba de eliminación, (DF) Duelo final.
Leyenda
| (GANADOR) Ganador.              | (EG/EP) El Equipo Azul fue el ganador o el perdedor.       |
| (2.º LUGAR) Segundo lugar.      | (EG/EP) El Equipo Rojo fue el ganador o el perdedor.       |
| (IN) Inmunidad.                 | (EG/EP) El Equipo Blanco fue el ganador o el perdedor.     |
| (IN) Inmunidad extra.           | (EG/EP) El Equipo Verde fue el ganador o el perdedor.      |
| (NP) No participó en la prueba. | (DC) Ejerció doble capitanía.                              |
| (GD) Ganó la prueba.            | (DD/PIN) Ganó el delantal dorado o el pin de la inmunidad. |
| (SMD) Segundo mejor trabajo.    | (DG/EG) Formó parte de la pareja, o del equipo ganador.    |
| (AD) Alto desempeño.            | (DP/EG) Formó parte de la pareja, o del equipo perdedor.   |
| (MD) Trabajo intermedio.        | (ENT) Entró al concurso.                                   |
| (BD) Mal trabajo.               | (REG) Regresó al concurso.                                 |
| (SPD) Segundo peor trabajo.     | (AB) Abandonó el concurso.                                 |
| (EL) Eliminado.                 | (DSC) Descalificado.                                       |

### Episodios y audiencias
| Fecha      | Características del programa                                                                               | Audiencia         |
| ---------- | --- | ----------------- |
| 06/11/2016 | Gala 1 / Expulsión de Niña Pastori                                                                         | 3 271 000 (21,0%) |
| 08/11/2016 | Gala 2 / Abandono de María del Monte / Expulsión de Fonsi Nieto                                            | 2 886 000 (21,0%) |
| 15/11/2016 | Gala 3 / Entrada y expulsión de Estefanía Luyk                                                             | 3 320 000 (24,1%) |
| 22/11/2016 | Gala 4 / Expulsión de Manuel Díaz «El Cordobés»                                                            | 3 222 000 (23,0%) |
| 29/11/2016 | Gala 5 / Expulsión de Virginia Troconis                                                                    | 3 500 000 (24,8%) |
| 13/12/2016 | Gala 6 / Ganador: Miguel Ángel Muñoz 2.ª: Cayetana Guillén Cuervo / 3.ª: Loles León / 4.º: Fernando Tejero | 3 499 000 (28,2%) |

     Récord de audiencia.
     Líder en su franja horaria.

## Segunda edición (2017)
Tras el éxito de la primera edición, RTVE renovó el programa y el 19 de septiembre de 2017 comenzó la segunda edición del programa que finalizó el 21 de noviembre de 2017.

### Aspirantes
| Concursante       | Procedencia | Profesión             | Información           |
| ----------------- | ----------- | --------------------- | --------------------- |
| Saúl Craviotto    | Lérida      | Piragüista olímpico   | Ganador               |
| Silvia Abril      | Barcelona   | Actriz y humorista    | Duelista4.ª expulsada |
| José Corbacho     | Barcelona   | Cineasta y humorista  | 3.er finalista        |
| Patricia Montero  | Valencia    | Actriz                | 4.ª finalista         |
| Edu Soto          | Barcelona   | Actor y humorista     | 9.º expulsado         |
| Anabel Alonso     | Vizcaya     | Humorista y actriz    | 8.ª expulsada         |
| Bibiana Fernández | Tánger      | Actriz y cantante     | 7.ª expulsada         |
| Juan Betancourt   | La Habana   | Modelo                | 6.º expulsado         |
| Pepón Nieto       | Marbella    | Actor                 | 5.º expulsado         |
| Marina San José   | Madrid      | Actriz                | 3.ª expulsada         |
| Carlos Baute      | Caracas     | Cantautor             | 2.º expulsado         |
| Usun Yoon         | Busan       | Presentadora y actriz | 1.ª expulsada         |

### Estadísticas semanales
| Puesto | Aspirante | Programas | Programas | Programas | Programas | Programas | Programas | Programas | Programas | Programas | Programas | Programas | Programas | Programas | Programas | Programas | Programas | Programas | Programas | Programas | Programas | Programas | Programas | Programas | Programas | Programas | Programas | Programas | Programas | Programas | Programas | Programas | Programas | Programas |
| Puesto | Aspirante | 1         | 1         | 1         | 2         | 2         | 2         | 3         | 3         | 3         | 4         | 4         | 4         | 5         | 5         | 5         | 5         | 6         | 6         | 6         | 6         | 6         | 7         | 7         | 7         | 8         | 8         | 8         | 9         | 9         | 9         | 10        | 10        | 10        |
| Puesto | Aspirante | PI        | PEX       | PEL       | PI        | PEX       | PEL       | PI        | PEX       | PEL       | PI        | PEX       | PEL       | PI        | PEX       | PEL       | PR        | PI        | PI        | PI        | PEX       | PEL       | PI        | PEX       | PEL       | PI        | PEX       | PEL       | PI        | PEX       | PEL       | PI        | PEX       | DF        |
| ------ | --------- | --------- | --------- | --------- | --------- | --------- | --------- | --------- | --------- | --------- | --------- | --------- | --------- | --------- | --------- | --------- | --------- | --------- | --------- | --------- | --------- | --------- | --------- | --------- | --------- | --------- | --------- | --------- | --------- | --------- | --------- | --------- | --------- | --------- |
| 1      | Saúl      | MD        | EP        | AD        | BD        | EG        | IN        | MD        | EP        | AD        | EG        | EG        | IN        | MD        | EG        | IN        | NP        | AD        | BD        | NP        | BD        | BD        | GD        | EP        | AD        | GD        | EG        | IN        | MD        | GD        | IN        | GD        | IN        | GANADOR   |
| 2      | Silvia    | MD        | EP        | IN        | DG        | EG        | IN        | MD        | EP        | MD        | EP        | EP        | EL        |           |           |           | REG       | AD        | GD        | DD        | BD        | IN        | MD        | EP        | MD        | SMD       | NP        | AD        | GD        | SMD       | AD        | SMD       | GD        | 2º LUGAR  |
| 3      | José      | GD        | EP        | GD        | BD        | EG        | IN        | MD        | NP        | SPD       | EP        | EP        | AD        | MD        | EP        | AD        | NP        | AD        | SMD       | SMD       | MD        | IN        | MD        | EP        | MD        | MD        | EP        | AD        | MD        | BD        | AD        | MD        | EL        |           |
| 4      | Patricia  | SMD       | EP        | MD        | BD        | EG        | IN        | MD        | EP        | AD        | EP        | EP        | SPD       | MD        | EP        | AD        | NP        | BD        | NP        | NP        | GD        | IN        | SMD       | EP        | AD        | MD        | EP        | AD        | MD        | MD        | SPD       | BD        | EL        |           |
| 5      | Edu       | MD        | EP        | IN        | BD        | EG        | MD        | MD        | EG        | IN        | EP        | EP        | AD        | GD        | EP        | SPD       | NP        | AD        | BD        | NP        | SMD       | IN        | MD        | EP        | IN        | MD        | EG        | IN        | BD        | MD        | EL        |           |           |           |
| 6      | Anabel    | BD        | EP        | MD        | BD        | EP        | MD        | MD        | EG        | IN        | EG        | DC        | IN        | AD        | EG        | IN        | NP        | BD        | NP        | NP        | MD        | IN        | MD        | EP        | SPD       | BD        | EG        | EL        |           |           |           |           |           |           |
| 7      | Bibiana   | BD        | NP        | MD        | DG        | EP        | MD        | MD        | EG        | IN        | EG        | EG        | IN        | MD        | EG        | IN        | NP        | BD        | NP        | NP        | BD        | MD        | MD        | EP        | EL        |           |           |           |           |           |           |           |           |           |
| 8      | Juan      | MD        | EP        | AD        | BD        | EG        | GD        | GD        | EP        | MD        | EP        | EG        | IN        | MD        | EG        | IN        | NP        | BD        | NP        | NP        | BD        | EL        |           |           |           |           |           |           |           |           |           |           |           |           |
| 9      | Pepón     | MD        | EP        | AD        | BD        | EP        | IN        | SMD       | EG        | IN        | EP        | EG        | IN        | AD        | EP        | EL        | MD        |           |           |           |           |           |           |           |           |           |           |           |           |           |           |           |           |           |
| 10     | Marina    | BD        | EP        | BD        | BD        | EP        | SPD       | MD        | EP        | EL        |           |           |           |           |           |           | MD        |           |           |           |           |           |           |           |           |           |           |           |           |           |           |           |           |           |
| 11     | Carlos    | MD        | EP        | BD        | BD        | EP        | EL        |           |           |           |           |           |           |           |           |           | MD        |           |           |           |           |           |           |           |           |           |           |           |           |           |           |           |           |           |
| 12     | Usun      | BD        | EP        | EL        |           |           |           |           |           |           |           |           |           |           |           |           | MD        |           |           |           |           |           |           |           |           |           |           |           |           |           |           |           |           |           |

(PI) Prueba inicial, (PEX) Prueba de exteriores, (PEL) Prueba de eliminación, (PR) Prueba de repesca, (DF) Duelo final.
Leyenda
| (GANADOR) Ganador.              | (EG/EP) El Equipo Azul fue el ganador o el perdedor.       |
| (2.º LUGAR) Segundo lugar.      | (EG/EP) El Equipo Rojo fue el ganador o el perdedor.       |
| (IN) Inmunidad.                 | (EG/EP) El Equipo Blanco fue el ganador o el perdedor.     |
| (IN) Inmunidad extra.           | (EG/EP) El Equipo Verde fue el ganador o el perdedor.      |
| (NP) No participó en la prueba. | (DC) Ejerció doble capitanía.                              |
| (GD) Ganó la prueba.            | (DD/PIN) Ganó el delantal dorado o el pin de la inmunidad. |
| (SMD) Segundo mejor trabajo.    | (DG/EG) Formó parte de la pareja, o del equipo ganador.    |
| (AD) Alto desempeño.            | (DP/EG) Formó parte de la pareja, o del equipo perdedor.   |
| (MD) Trabajo intermedio.        | (ENT) Entró al concurso.                                   |
| (BD) Mal trabajo.               | (REG) Regresó al concurso.                                 |
| (SPD) Segundo peor trabajo.     | (AB) Abandonó el concurso.                                 |
| (EL) Eliminado.                 | (DSC) Descalificado.                                       |

### Episodios y audiencias
| Fecha      | Características del programa                                                                   | Audiencia         |
| ---------- | ---------------------------------------------------------------------------------------------- | ----------------- |
| 19/09/2017 | Gala 1 / Expulsión de Usun Yoon                                                                | 2 534 000 (18,9%) |
| 26/09/2017 | Gala 2 / Expulsión de Carlos Baute                                                             | 2 841 000 (24,4%) |
| 03/10/2017 | Gala 3 / Expulsión de Marina San José                                                          | 2 634 000 (22,3%) |
| 10/10/2017 | Gala 4 / Expulsión de Silvia Abril                                                             | 2 342 000 (20,4%) |
| 17/10/2017 | Gala 5 / Repesca de Silvia Abril / Expulsión de Pepón Nieto                                    | 2 669 000 (23,6%) |
| 24/10/2017 | Gala 6 / Expulsión de Juan Betancourt                                                          | 2 917 000 (24,2%) |
| 31/10/2017 | Gala 7 / Expulsión de Bibiana Fernández                                                        | 2 587 000 (23,8%) |
| 07/11/2017 | Gala 8 / Expulsión de Anabel Alonso                                                            | 2 696 000 (23,6%) |
| 14/11/2017 | Gala 9 / Expulsión de Edu Soto                                                                 | 2 750 000 (24,5%) |
| 21/11/2017 | Gala 10 / Ganador: Saúl Craviotto 2.ª: Silvia Abril/ 3.º: José Corbacho/ 4.ª: Patricia Montero | 3 325 000 (29,7%) |

     Récord de audiencia.
     Líder en su franja horaria.

## Tercera edición (2018)
El 20 de abril de 2018, se dio a conocer el casting de la tercera edición del programa a través de una nota de prensa de RTVE, estrenando la temporada el 9 de septiembre de 2018 y finalizando la edición el 25 de noviembre de 2018. Como novedad, Bibiana Fernández y Anabel Alonso, tras cada programa, condujeron el late-night Las Retales, en el que comentaban la tercera edición del talent culinario.

### Aspirantes
| Concursante       | Procedencia | Profesión                                    | Información                |
| ----------------- | ----------- | -------------------------------------------- | -------------------------- |
| Ona Carbonell     | Barcelona   | Medallista olímpica de Natación sincronizada | Ganadora                   |
| Paz Vega          | Sevilla     | Actriz                                       | Duelista                   |
| Mario Vaquerizo   | Madrid      | Vocalista de Nancys Rubias                   | 3.er finalista             |
| Antonia Dell’Atte | Italia      | Top model y presentadora                     | 4.ª finalista5.ª expulsada |
| Boris Izaguirre   | Venezuela   | Escritor y presentador                       | 11.º expulsado             |
| Santiago Segura   | Madrid      | Actor y cineasta                             | 10.º expulsado             |
| Carmen Lomana     | León        | Jet set y empresaria                         | 9.ª expulsada              |
| María Castro      | Pontevedra  | Actriz y ex gimnasta rítmica                 | 8.ª expulsada              |
| Óscar Higares     | Madrid      | Extorero                                     | 7.º expulsado              |
| Jaime Nava        | Madrid      | Rugbier                                      | 6.º expulsado              |
| Iván Massagué     | Barcelona   | Actor                                        | 4.º expulsado              |
| Dafne Fernández   | Madrid      | Actriz y bailarina                           | 3.ª expulsada              |
| Xuso Jones        | Murcia      | Cantante                                     | 2.º expulsado              |
| Paula Prendes     | Asturias    | Presentadora y actriz                        | 1.ª expulsada              |

### Estadísticas semanales
| Puesto | Aspirante | Programas | Programas | Programas | Programas | Programas | Programas | Programas | Programas | Programas | Programas | Programas | Programas | Programas | Programas | Programas | Programas | Programas | Programas | Programas | Programas | Programas | Programas | Programas | Programas | Programas | Programas | Programas | Programas | Programas | Programas | Programas | Programas | Programas | Programas | Programas | Programas | Programas |
| Puesto | Aspirante | 1         | 1         | 1         | 2         | 2         | 2         | 3         | 3         | 3         | 4         | 4         | 4         | 5         | 5         | 5         | 6         | 6         | 6         | 6         | 6         | 7         | 7         | 7         | 8         | 8         | 8         | 9         | 9         | 9         | 10        | 10        | 10        | 10        | 10        | 11        | 11        | 11        |
| Puesto | Aspirante | PI        | PEX       | PEL       | PI        | PEX       | PEL       | PI        | PEX       | PEL       | PI        | PEX       | PEL       | PI        | PEX       | PEL       | PI        | PI        | PI        | PEX       | PEL       | PI        | PEX       | PEL       | PI        | PEX       | PEL       | PI        | PEX       | PEL       | PI        | PEX       | PEL       | PEL       | PEL       | PI        | PEX       | DF        |
| ------ | --------- | --------- | --------- | --------- | --------- | --------- | --------- | --------- | --------- | --------- | --------- | --------- | --------- | --------- | --------- | --------- | --------- | --------- | --------- | --------- | --------- | --------- | --------- | --------- | --------- | --------- | --------- | --------- | --------- | --------- | --------- | --------- | --------- | --------- | --------- | --------- | --------- | --------- |
| 1      | Ona       | MD        | EP        | BD        | GD        | EG        | IN        | MD        | EP        | AD        | DG        | EP        | AD        | MD        | EP        | AD        | AD        | MD        | NP        | EP        | AD        | GD        | EP        | AD        | BD        | EP        | GD        | MD        | EP        | BD        | MD        | GD        | IN        | IN        | IN        | GD        | IN        | GANADORA  |
| 2      | Paz       | MD        | EP        | IN        | MD        | EG        | IN        | MD        | EP        | AD        | DG        | EG        | IN        | MD        | EG        | IN        | BD        | NP        | NP        | EP        | AD        | SMD       | EG        | IN        | MD        | EG        | IN        | BD        | EP        | BD        | MD        | SMD       | NP        | NP        | GD        | SMD       | GD        | 2.º LUGAR |
| 3      | Mario     | MD        | EP        | MD        | MD        | EG        | IN        | MD        | EG        | IN        | MD        | EG        | IN        | MD        | EP        | AD        | BD        | NP        | NP        | EG        | IN        | MD        | EP        | AD        | MD        | EG        | IN        | MD        | EG        | IN        | SMD       | MD        | GD        | IN        | IN        | MD        | EL        |           |
| 4      | Antonia   | MD        | EG        | IN        | MD        | EP        | AD        | MD        | EG        | IN        | MD        | EG        | IN        | BD        | EP        | EL        |           |           |           | REG       | IN        | MD        | EP        | SPD       | SMD       | EP        | SPD       | GD        | EG        | IN        | GD        | BD        | NP        | GD        | IN        | BD        | EL        |           |
| 5      | Boris     | SMD       | EG        | IN        | MD        | EG        | IN        | AD        | EG        | IN        | MD        | EP        | AD        | BD        | EG        | IN        | AD        | BD        | NP        | EG        | IN        | MD        | EG        | IN        | DD        | DC        | IN        | BD        | EG        | IN        | MD        | MD        | BD        | BD        | EL        |           |           |           |
| 6      | Santiago  | MD        | EG        | IN        | SMD       | EG        | IN        | AD        | EG        | IN        | MD        | EP        | AD        | GD        | EP        | MD        | BD        | NP        | NP        | EP        | SPD       | BD        | EG        | IN        | MD        | EG        | IN        | SMD       | EP        | EL        |           |           |           |           |           |           |           |           |
| 7      | Carmen    | MD        | EG        | IN        | MD        | EP        | AD        | MD        | EG        | IN        | MD        | EG        | IN        | BD        | EG        | IN        | BD        | NP        | NP        | EG        | IN        | BD        | EG        | IN        | MD        | EP        | EL        |           |           |           |           |           |           |           |           |           |           |           |
| 8      | María     | MD        | EG        | IN        | MD        | EG        | IN        | MD        | EP        | AD        | MD        | EG        | IN        | SMD       | EG        | IN        | AD        | SMD       | SMD       | EG        | AD        | BD        | EP        | EL        |           |           |           |           |           |           |           |           |           |           |           |           |           |           |
| 9      | Óscar     | GD        | EP        | MD        | MD        | EP        | AD        | MD        | EP        | SPD       | MD        | EG        | IN        | MD        | EG        | IN        | AD        | GD        | GD        | EP        | EL        |           |           |           |           |           |           |           |           |           |           |           |           |           |           |           |           |           |
| 10     | Jaime     | MD        | EG        | IN        | MD        | EG        | IN        | MD        | EG        | AD        | MD        | EP        | SPD       | BD        | EP        | EL        |           |           |           | BD        |           |           |           |           |           |           |           |           |           |           |           |           |           |           |           |           |           |           |
| 11     | Iván      | MD        | EP        | GD        | MD        | EP        | SPD       | MD        | EP        | IN        | MD        | EP        | EL        |           |           |           |           |           |           | BD        |           |           |           |           |           |           |           |           |           |           |           |           |           |           |           |           |           |           |
| 12     | Dafne     | MD        | EP        | BD        | MD        | EG        | IN        | GD        | EP        | EL        |           |           |           |           |           |           |           |           |           | SMD       |           |           |           |           |           |           |           |           |           |           |           |           |           |           |           |           |           |           |
| 13     | Xuso      | MD        | EG        | IN        | MD        | EP        | EL        |           |           |           |           |           |           |           |           |           |           |           |           | BD        |           |           |           |           |           |           |           |           |           |           |           |           |           |           |           |           |           |           |
| 14     | Paula     | MD        | EP        | EL        |           |           |           |           |           |           |           |           |           |           |           |           |           |           |           | BD        |           |           |           |           |           |           |           |           |           |           |           |           |           |           |           |           |           |           |

(PI) Prueba inicial, (PEX) Prueba de exteriores, (PEL) Prueba de eliminación, (DF) Duelo final
Leyenda
| (GANADOR) Ganador.              | (EG/EP) El Equipo Azul fue el ganador o el perdedor.       |
| (2.º LUGAR) Segundo lugar.      | (EG/EP) El Equipo Rojo fue el ganador o el perdedor.       |
| (IN) Inmunidad.                 | (EG/EP) El Equipo Blanco fue el ganador o el perdedor.     |
| (IN) Inmunidad extra.           | (EG/EP) El Equipo Verde fue el ganador o el perdedor.      |
| (NP) No participó en la prueba. | (DC) Ejerció doble capitanía.                              |
| (GD) Ganó la prueba.            | (DD/PIN) Ganó el delantal dorado o el pin de la inmunidad. |
| (SMD) Segundo mejor trabajo.    | (DG/EG) Formó parte de la pareja, o del equipo ganador.    |
| (AD) Alto desempeño.            | (DP/EG) Formó parte de la pareja, o del equipo perdedor.   |
| (MD) Trabajo intermedio.        | (ENT) Entró al concurso.                                   |
| (BD) Mal trabajo.               | (REG) Regresó al concurso.                                 |
| (SPD) Segundo peor trabajo.     | (AB) Abandonó el concurso.                                 |
| (EL) Eliminado.                 | (DSC) Descalificado.                                       |

### Episodios y audiencias
| Fecha      | Características del programa                                                                  | Audiencia         |
| ---------- | --------------------------------------------------------------------------------------------- | ----------------- |
| 09/09/2018 | Gala 1 / Expulsión de Paula Prendes                                                           | 2 944 000 (24,7%) |
| 16/09/2018 | Gala 2 / Expulsión de Xuso Jones                                                              | 2 578 000 (19,2%) |
| 23/09/2018 | Gala 3 / Expulsión de Dafne Fernández                                                         | 2 733 000 (20,2%) |
| 30/09/2018 | Gala 4 / Expulsión de Iván Massagué                                                           | 2 718 000 (19,5%) |
| 07/10/2018 | Gala 5 / Expulsión de Antonia Dell’Atte y Jaime Nava                                          | 2 677 000 (18,9%) |
| 14/10/2018 | Gala 6 / Repesca de Antonia Dell’Atte / Expulsión de Óscar Higares                            | 3 005 000 (21,4%) |
| 21/10/2018 | Gala 7 / Expulsión de María Castro                                                            | 2 849 000 (19,1%) |
| 28/10/2018 | Gala 8 / Expulsión de Carmen Lomana                                                           | 2 753 000 (19,4%) |
| 04/11/2018 | Gala 9 / Expulsión de Santiago Segura                                                         | 2 916 000 (19,4%) |
| 11/11/2018 | Gala 10 / Expulsión de Boris Izaguirre                                                        | 3 061 000 (20,6%) |
| 25/11/2018 | Gala 11 / Ganadora: Ona Carbonell 2.ª: Paz Vega /3.ª: Antonia Dell’Atte /4.º: Mario Vaquerizo | 3 204 000 (22,7%) |

     Récord de audiencia.
     Líder en su franja horaria.

#### Las Retales
| Programas emitidos | Programas emitidos | Programas emitidos | Programas emitidos |
| N.º                | Fecha de emisión   | Espectadores       | Cuota de pantalla  |
| ------------------ | ------------------ | ------------------ | ------------------ |
| 1                  | 09/09/2018         | 680 000            | 18,1%              |
| 2                  | 16/09/2018         | 594 000            | 10,2%              |
| 3                  | 23/09/2018         | 511 000            | 9,4%               |
| 4                  | 30/09/2018         | 551 000            | 9,4%               |
| 5                  | 07/10/2018         | 745 000            | 12,2%              |
| 6                  | 14/10/2018         | 530 000            | 9,7%               |
| 7                  | 21/10/2018         | 532 000            | 8,8%               |
| 8                  | 28/10/2018         | 633 000            | 11,7%              |
| 9                  | 04/11/2018         | 698 000            | 11,2%              |
| 10                 | 11/11/2018         | 571 000            | 9,6%               |

## Cuarta edición (2019)
Desde el 30 de abril, la cuenta oficial de Televisión Española fue confirmando a los concursantes de la edición siendo Tamara Falcó y Ana Obregón las primeras de ellos. La cuarta temporada comenzó el 11 de septiembre de 2019 y finalizó el 27 de noviembre de 2019.

### Aspirantes
| Concursante           | Procedencia | Profesión                           | Información                 |
| --------------------- | ----------- | ----------------------------------- | --------------------------- |
| Tamara Falcó          | Madrid      | Socialité e hija de Isabel Preysler | Ganadora                    |
| Félix Gómez           | Sevilla     | Actor                               | Duelista                    |
| Vicky Martín Berrocal | Huelva      | Empresaria de moda                  | 3.ª finalista               |
| Boris Izaguirre       | Venezuela   | Escritor y presentador              | 4.º finalista               |
| Yolanda Ramos         | Barcelona   | Actriz y humorista                  | 13.ª expulsada              |
| Juan Avellaneda       | Barcelona   | Diseñador de moda                   | 12.º expulsado              |
| Anabel Alonso         | Vizcaya     | Humorista y actriz                  | 11.ª expulsada              |
| Ana Obregón           | Madrid      | Actriz y presentadora               | 10.ª expulsada1.ª expulsada |
| Ana Milán             | Alicante    | Actriz                              | 9.ª expulsada               |
| Almudena Cid          | Vitoria     | Ex gimnasta rítmica                 | 8.ª expulsada               |
| Álex Adrover          | Palma       | Actor                               | 7.º expulsado               |
| José Salazar          | Badajoz     | Cantantes de Los Chunguitos         | Abandono voluntario         |
| Juan Salazar          | Badajoz     | Cantantes de Los Chunguitos         | 6.º expulsado               |
| Marta Torné           | Barcelona   | Presentadora y actriz               | 5.ª expulsada               |
| Elena Furiase         | Madrid      | Actriz                              | 4.ª expulsada               |
| El Sevilla            | Sevilla     | Vocalista de Mojinos Escozíos       | 3.er expulsado              |
| José Miguel Antúnez   | Madrid      | Exjugador de baloncesto             | 2.º expulsado               |

### Estadísticas semanales
| Puesto | Aspirante   | Programas | Programas | Programas | Programas | Programas | Programas | Programas | Programas | Programas | Programas | Programas | Programas | Programas | Programas | Programas | Programas | Programas | Programas | Programas | Programas | Programas | Programas | Programas | Programas | Programas | Programas | Programas | Programas | Programas | Programas | Programas | Programas | Programas | Programas | Programas | Programas | Programas | Programas | Programas | Programas | Programas | Programas | Programas | Programas | Programas |
| Puesto | Aspirante   | 1         | 1         | 1         | 2         | 2         | 2         | 3         | 3         | 3         | 4         | 4         | 4         | 4         | 4         | 5         | 5         | 5         | 5         | 5         | 6         | 6         | 6         | 7         | 7         | 7         | 8         | 8         | 8         | 9         | 9         | 9         | 9         | 10        | 10        | 10        | 10        | 10        | 10        | 11        | 11        | 11        | 11        | 12        | 12        | 12        |
| Puesto | Aspirante   | PI        | PEX       | PEL       | PI        | PEX       | PEL       | PI        | PEX       | PEL       | PI        | PEX       | PEL       | PEL       | PEL       | PI        | PEX       | PEL       | PEL       | PEL       | PI        | PEX       | PEL       | PI        | PEX       | PEL       | PI        | PEX       | PEL       | PI        | PEX       | PEX       | PEL       | PI        | PEX       | PEX       | PEL       | PEL       | PEL       | PI        | PEX       | PEX       | PEL       | PI        | PEX       | DF        |
| ------ | ----------- | --------- | --------- | --------- | --------- | --------- | --------- | --------- | --------- | --------- | --------- | --------- | --------- | --------- | --------- | --------- | --------- | --------- | --------- | --------- | --------- | --------- | --------- | --------- | --------- | --------- | --------- | --------- | --------- | --------- | --------- | --------- | --------- | --------- | --------- | --------- | --------- | --------- | --------- | --------- | --------- | --------- | --------- | --------- | --------- | --------- |
| 1      | Tamara      | MD        | EG        | IN        | MD        | EG        | IN        | MD        | EP        | IN        | GD        | EG        | IN        | IN        | IN        | MD        | EP        | GD        | SMD       | GD        | BD        | EP        | AD        | MD        | EG        | IN        | BD        | EG        | IN        | DD        |           | EP        | IN        | GD        |           | BD        | GD        | IN        | IN        | AD        |           | BD        | GD        | SMD       | GD        | GANADORA  |
| 2      | Félix       | MD        | EP        | GD        | BD        | EG        | IN        | MD        | EP        | MD        | MD        | EP        | IN        | IN        | IN        | BD        | EG        | IN        | IN        | IN        | MD        | EP        | MD        | SMD       | EG        | IN        | MD        | EP        | MD        | BD        |           | EP        | BD        | MD        |           | MD        | BD        | GD        | IN        | GD        |           | MD        | SPD       | GD        | IN        | 2.º LUGAR |
| 3      | Vicky       | MD        | EP        | IN        | BD        | EG        | IN        | AD        | EG        | IN        | MD        | EP        | NP        | GD        | IN        | BD        | EP        | SMD       | GD        | BD        | BD        | EP        | MD        | MD        | EP        | GD        | BD        | EP        | AD        | AD        |           | EG        | IN        | SMD       |           | MD        | NP        | NP        | GD        | AD        |           | AD        | IN        | MD        | EL        |           |
| 4      | Boris       |           |           |           |           |           |           |           |           |           |           |           | NP        | MD        | ENT       | PIN       | EP        | IN        | IN        | IN        | SMD       | EP        | BD        | GD        | EP        | SPD       | MD        | EG        | IN        | BD        |           | EG        | IN        | MD        |           | GD        | IN        | IN        | IN        | MD        |           | AD        | IN        | BD        | EL        |           |
| 5      | Yolanda     | MD        | EP        | MD        | BD        | EP        | IN        | MD        | EG        | IN        | MD        | EG        | IN        | IN        | IN        | MD        | EG        | IN        | IN        | IN        | MD        | EP        | IN        | MD        | EG        | IN        | MD        | EG        | IN        | BD        |           | EG        | IN        | MD        |           | SMD       | IN        | IN        | IN        | BD        |           | BD        | EL        |           |           |           |
| 6      | Avellaneda  | GD        | EG        | IN        | MD        | EP        | IN        | MD        | EP        | SPD       | MD        | EG        | IN        | IN        | IN        | MD        | EP        | BD        | BD        | MD        | MD        | EP        | IN        | BD        | EP        | MD        | BD        | EG        | SPD       | MD        |           | EP        | BD        | MD        |           | BD        | NP        | BD        | EL        |           |           |           |           |           |           |           |
| 7      | Anabel      |           |           |           |           |           |           |           |           |           |           |           | ENT       | IN        | IN        | SMD       | EG        | IN        | IN        | IN        | GD        | EP        | IN        | MD        | EG        | IN        | GD        | EP        | AD        | AD        |           | EP        | EL        |           |           |           |           |           |           |           |           |           |           |           |           |           |
| 8      | Ana O.      | SMD       | EP        | EL        |           |           |           |           |           |           |           |           |           |           |           |           |           |           |           |           |           |           |           |           | REG       | IN        | SMD       | EP        | EL        |           |           |           |           |           |           |           |           |           |           |           |           |           |           |           |           |           |
| 9      | Ana Milán   | AD        | EG        | IN        | MD        | EP        | BD        | SMD       | EG        | IN        | MD        | EP        | NP        | MD        | GD        | MD        | EG        | IN        | IN        | IN        | MD        | EP        | AD        | BD        | EP        | EL        |           |           |           |           |           |           |           |           |           |           |           |           |           |           |           |           |           |           |           |           |
| 10     | Almudena    | MD        | EP        | MD        | MD        | EP        | GD        | GD        | EP        | GD        | MD        | EP        | IN        | IN        | IN        | MD        | EG        | IN        | IN        | IN        | MD        | EP        | BD        | EL        | MD        |           |           |           |           |           |           |           |           |           |           |           |           |           |           |           |           |           |           |           |           |           |
| 11     | Álex        | AD        | EG        | IN        | MD        | EP        | IN        | AD        | EP        | MD        | MD        | EG        | IN        | IN        | IN        | MD        | EG        | IN        | IN        | IN        | MD        | EP        | EL        |           | MD        |           |           |           |           |           |           |           |           |           |           |           |           |           |           |           |           |           |           |           |           |           |
| 12     | José        | MD        | EG        | IN        | SMD       | EG        | IN        | MD        | EG        | IN        | DP        | EG        | IN        | IN        | IN        | MD        | EP        | MD        | BD        | AB        |           |           |           |           | BD        |           |           |           |           |           |           |           |           |           |           |           |           |           |           |           |           |           |           |           |           |           |
| 13     | Juan        | MD        | EG        | IN        | GD        | EG        | IN        | MD        | EG        | IN        | DP        | EG        | IN        | IN        | IN        | BD        | EP        | BD        | BD        | EL        |           |           |           |           | BD        |           |           |           |           |           |           |           |           |           |           |           |           |           |           |           |           |           |           |           |           |           |
| 14     | Elena       | MD        | EP        | IN        | BD        | EG        | IN        | BD        | EG        | IN        | MD        | EP        | MD        | NP        | EL        |           |           |           |           |           |           |           |           |           | SMD       |           |           |           |           |           |           |           |           |           |           |           |           |           |           |           |           |           |           |           |           |           |
| 15     | Marta       | AD        | EG        | IN        | BD        | EP        | BD        | MD        | EG        | IN        | SMD       | EP        | BD        | NP        | EL        |           |           |           |           |           |           |           |           |           | BD        |           |           |           |           |           |           |           |           |           |           |           |           |           |           |           |           |           |           |           |           |           |
| 16     | El Sevilla  | MD        | EG        | IN        | MD        | EG        | IN        | MD        | EP        | EL        |           |           |           |           |           |           |           |           |           |           |           |           |           |           | BD        |           |           |           |           |           |           |           |           |           |           |           |           |           |           |           |           |           |           |           |           |           |
| 17     | José Miguel | MD        | EP        | SPD       | MD        | EP        | EL        |           |           |           |           |           |           |           |           |           |           |           |           |           |           |           |           |           | BD        |           |           |           |           |           |           |           |           |           |           |           |           |           |           |           |           |           |           |           |           |           |

(PI) Prueba inicial, (PEX) Prueba de exteriores, (PEL) Prueba de eliminación, (DF) Duelo final.
Leyenda
| (GANADOR) Ganador.              | (EG/EP) El Equipo Azul fue el ganador o el perdedor.       |
| (2.º LUGAR) Segundo lugar.      | (EG/EP) El Equipo Rojo fue el ganador o el perdedor.       |
| (IN) Inmunidad.                 | (EG/EP) El Equipo Blanco fue el ganador o el perdedor.     |
| (IN) Inmunidad extra.           | (EG/EP) El Equipo Verde fue el ganador o el perdedor.      |
| (NP) No participó en la prueba. | (DC) Ejerció doble capitanía.                              |
| (GD) Ganó la prueba.            | (DD/PIN) Ganó el delantal dorado o el pin de la inmunidad. |
| (SMD) Segundo mejor trabajo.    | (DG/EG) Formó parte de la pareja, o del equipo ganador.    |
| (AD) Alto desempeño.            | (DP/EG) Formó parte de la pareja, o del equipo perdedor.   |
| (MD) Trabajo intermedio.        | (ENT) Entró al concurso.                                   |
| (BD) Mal trabajo.               | (REG) Regresó al concurso.                                 |
| (SPD) Segundo peor trabajo.     | (AB) Abandonó el concurso.                                 |
| (EL) Eliminado.                 | (DSC) Descalificado.                                       |

### Episodios y audiencias
| Fecha      | Características del programa                                                                      | Audiencia         |
| ---------- | ------------------------------------------------------------------------------------------------- | ----------------- |
| 11/09/2019 | Gala 1 / Expulsión de Ana Obregón                                                                 | 2 142 000 (19,4%) |
| 18/09/2019 | Gala 2 / Expulsión de José Miguel Antúnez                                                         | 2 379 000 (22,6%) |
| 25/09/2019 | Gala 3 / Expulsión de El Sevilla                                                                  | 2 327 000 (19,5%) |
| 02/10/2019 | Gala 4 / Expulsión de Marta Torné y Elena Furiase Reentrada de Anabel Alonso y Boris Izaguirre    | 2 133 000 (20,5%) |
| 09/10/2019 | Gala 5 / Abandono de José Salazar / Expulsión de Juan Salazar                                     | 2 568 000 (22,9%) |
| 16/10/2019 | Gala 6 / Expulsión de Álex Adróver                                                                | 2 337 000 (20,4%) |
| 23/10/2019 | Gala 7 / Repesca de Ana Obregón / Expulsión de Almudena Cid y Ana Milán                           | 2 394 000 (22,9%) |
| 30/10/2019 | Gala 8 / Expulsión de Ana Obregón                                                                 | 2 193 000 (21,3%) |
| 06/11/2019 | Gala 9 / Expulsión de Anabel Alonso                                                               | 2 318 000 (22,2%) |
| 13/11/2019 | Gala 10 / Expulsión de Juan Avellaneda                                                            | 2 505 000 (22,5%) |
| 20/11/2019 | Gala 11 / Expulsión de Yolanda Ramos                                                              | 2 530 000 (20,8%) |
| 27/11/2019 | Gala 12 / Ganadora: Tamara Falcó 2.º: Félix Gómez/3.ª: Vicky Martín Berrocal/4.º: Boris Izaguirre | 2 774 000 (25,8%) |

     Récord de audiencia.
     Líder en su franja horaria.

## Quinta edición (2020)
Desde el 20 de abril, la cuenta oficial de Televisión Española fue confirmando a los concursantes de Masterchef Celebrity 5. La temporada comenzó el 15 de septiembre de 2020. A partir del segundo programa, se anunció que se emitiría cada martes a las 20:30, previo a la emisión de las galas, un programa especial presentado por Anabel Alonso y Bibiana Fernández llamado MasterChef Celebrity Express, de características similares al late-night Las Retales que ya presentaron tras cada programa de la tercera edición. Debido a la poca audiencia de su estreno no se emitieron más entregas del Express, recuperando su emisión de los martes el programa Aquí la Tierra.

### Aspirantes
| Concursante              | Procedencia | Profesión                           | Información                |
| ------------------------ | ----------- | ----------------------------------- | -------------------------- |
| Raquel Meroño            | Madrid      | Actriz y empresaria                 | Ganadora                   |
| Florentino Fernández     | Madrid      | Humorista y presentador             | Duelista                   |
| Josie                    | Ciudad Real | Estilista y periodista de moda      | 3.er finalista             |
| Ainhoa Arteta            | Guipúzcoa   | Soprano                             | 4.ª finalista              |
| Nicolás Coronado         | Madrid      | Modelo y actor                      | 5.º finalista              |
| La Terremoto de Alcorcón | Madrid      | Cantante                            | 12.ª expulsada             |
| Celia Villalobos         | Málaga      | Expolítica                          | 11.ª expulsada             |
| Gonzalo Miró             | Madrid      | Periodista deportivo y comentarista | 10.º expulsado             |
| Lucía Dominguín Bosé     | Valencia    | Empresaria                          | 6.ª expulsada9.ª expulsada |
| Juan José Ballesta       | Madrid      | Actor                               | 8.º expulsado              |
| Laura Sánchez            | Huelva      | Modelo y actriz                     | 7.ª expulsada              |
| Perico Delgado           | Segovia     | Exciclista y comentarista deportivo | 5.º expulsado              |
| Raquel Sánchez Silva     | Cáceres     | Presentadora y escritora            | 4.ª expulsada              |
| Jesús Castro             | Cádiz       | Actor                               | 3.er expulsado             |
| Melani Olivares          | Barcelona   | Actriz                              | 2.ª expulsada              |
| David Fernández          | Barcelona   | Humorista y actor                   | 1.er expulsado             |

### Estadísticas semanales
| Puesto | Aspirante    | Programas | Programas | Programas | Programas | Programas | Programas | Programas | Programas | Programas | Programas | Programas | Programas | Programas | Programas | Programas | Programas | Programas | Programas | Programas | Programas | Programas | Programas | Programas | Programas | Programas | Programas | Programas | Programas | Programas | Programas | Programas | Programas | Programas | Programas | Programas | Programas | Programas | Programas | Programas | Programas | Programas | Programas |
| Puesto | Aspirante    | 1         | 1         | 1         | 2         | 2         | 2         | 3         | 3         | 3         | 4         | 4         | 4         | 4         | 5         | 5         | 5         | 5         | 6         | 6         | 6         | 7         | 7         | 7         | 7         | 8         | 8         | 8         | 9         | 9         | 9         | 10        | 10        | 10        | 10        | 10        | 11        | 11        | 11        | 11        | 12        | 12        | 12        |
| Puesto | Aspirante    | PI        | PEX       | PEL       | PI        | PEX       | PEL       | PI        | PEX       | PEL       | PI        | PEX       | PEL       | PEL       | PI        | PI        | PEX       | PEL       | PI        | PEX       | PEL       | PI        | PI        | PEX       | PEL       | PI        | PEX       | PEL       | PI        | PEX       | PEL       | PI        | PEX       | PEL       | PEL       | PEL       | PI        | PEX       | PEX       | PEL       | PI        | PEX       | DF        |
| ------ | ------------ | --------- | --------- | --------- | --------- | --------- | --------- | --------- | --------- | --------- | --------- | --------- | --------- | --------- | --------- | --------- | --------- | --------- | --------- | --------- | --------- | --------- | --------- | --------- | --------- | --------- | --------- | --------- | --------- | --------- | --------- | --------- | --------- | --------- | --------- | --------- | --------- | --------- | --------- | --------- | --------- | --------- | --------- |
| 1      | Raquel M.    | MD        | EG        | IN        | AD        | EP        | MD        | MD        | EP        | IN        | MD        | EP        | EP        | BD        | MD        | NP        | EP        | AD        | MD        | EG        | IN        |           | GD        | EG        | IN        | MD        | EP        | BD        | MD        | EG        | IN        | GD        | DC        | GD        | IN        | IN        | BD        |           | AD        | IN        | SMD       | GD        | GANADORA  |
| 2      | Flo          | MD        | EG        | IN        | BD        | EG        | IN        | MD        | EG        | IN        | AD        | EG        | EG        | IN        | MD        | NP        | EG        | IN        | MD        | EG        | IN        |           | MD        | EP        | MD        | BD        | EP        | MD        | MD        | EG        | IN        | MD        | EG        | IN        | IN        | IN        | GD        |           | BD        | GD        | GD        | IN        | 2.º LUGAR |
| 3      | Josie        | AD        | EG        | IN        | MD        | EP        | AD        | SMD       | EP        | AD        | MD        | EP        | EP        | BD        | MD        | NP        | EP        | AD        | GD        | EG        | AD        |           | AD        | EG        | IN        | MD        | EP        | MD        | MD        | EP        | AD        | BD        | EP        | BD        | GD        | IN        | BD        |           | MD        | MD        | MD        | EL        |           |
| 4      | Ainhoa       | MD        | EG        | IN        | MD        | EP        | GD        | AD        | EG        | IN        | MD        | EG        | IN        | IN        | GD        | SMD       | EG        | IN        | SMD       | EP        | MD        |           | MD        | EP        | MD        | MD        | EP        | MD        | MD        | EG        | IN        | SMD       | EG        | IN        | IN        | IN        | SMD       |           | AD        | IN        | BD        | EL        |           |
| 5      | Nicolás      | GD        | EP        | AD        | AD        | EP        | BD        | MD        | EP        | IN        | AD        | EP        | IN        | IN        | MD        | NP        | EG        | IN        | MD        | EP        | AD        |           | AD        | EG        | IN        | GD        | EP        | SMD       | MD        | EP        | AD        | MD        | EG        | IN        | IN        | IN        | BD        |           | BD        | SPD       | AD        | EL        |           |
| 6      | La Terre     | AD        | EP        | IN        | BD        | EG        | IN        | MD        | EG        | IN        | BD        | EG        | IN        | IN        | MD        | NP        | EP        | BD        | MD        | EP        | MD        |           | MD        | EP        | GD        | SMD       | EP        | GD        | MD        | EP        | GD        | MD        | EP        | NP        | BD        | GD        | MD        |           | MD        | EL        |           |           |           |
| 7      | Celia        | AD        | EG        | IN        | DG        | EG        | IN        | BD        | EG        | IN        | GD        | EG        | IN        | IN        | MD        | NP        | EG        | IN        | MD        | EG        | IN        |           | MD        | EP        | SPD       | MD        | EP        | BD        | DD        | EG        | IN        | MD        | EP        | NP        | NP        | EL        |           |           |           |           |           |           |           |
| 8      | Gonzalo      | SMD       | EG        | IN        | DG        | EP        | BD        | BD        | EP        | SPD       | BD        | EG        | IN        | IN        | GD        | PIN       | EG        | IN        | MD        | EP        | SPD       |           | MD        | EG        | IN        | NP        | EP        | IN        | MD        | EP        | EL        |           |           |           |           |           |           |           |           |           |           |           |           |
| 9      | Lucía        | MD        | EP        | SPD       | AD        | EG        | IN        | GD        | EG        | IN        | MD        | EG        | IN        | IN        | MD        | NP        | EP        | EL        |           |           |           |           |           | REG       | IN        | MD        | EP        | EL        |           |           |           |           |           |           |           |           |           |           |           |           |           |           |           |
| 10     | Juanjo       | BD        | EP        | MD        | AD        | EG        | IN        | MD        | EP        | AD        | MD        | EP        | EG        | IN        | BD        | NP        | EG        | IN        | MD        | EG        | IN        |           | MD        | EP        | EL        |           |           |           |           |           |           |           |           |           |           |           |           |           |           |           |           |           |           |
| 11     | Laura        | MD        | EP        | AD        | BD        | EG        | IN        | MD        | EG        | IN        | BD        | EG        | IN        | IN        | BD        | NP        | EP        | BD        | MD        | EP        | EL        |           |           | AD        |           |           |           |           |           |           |           |           |           |           |           |           |           |           |           |           |           |           |           |
| 12     | Perico       | BD        | EP        | AD        | MD        | EP        | AD        | BD        | EG        | IN        | MD        | EP        | EG        | IN        | MD        | NP        | EP        | EL        |           |           |           |           |           | BD        |           |           |           |           |           |           |           |           |           |           |           |           |           |           |           |           |           |           |           |
| 13     | Raquel S. S. | MD        | EG        | IN        | BD        | EP        | MD        | MD        | EP        | IN        | SMD       | EP        | EP        | EL        |           |           |           |           |           |           |           |           |           | AD        |           |           |           |           |           |           |           |           |           |           |           |           |           |           |           |           |           |           |           |
| 14     | Jesús        | BD        | EG        | IN        | BD        | EG        | IN        | BD        | EP        | EL        |           |           |           |           |           |           |           |           |           |           |           |           |           | BD        |           |           |           |           |           |           |           |           |           |           |           |           |           |           |           |           |           |           |           |
| 15     | Melani       | BD        | EP        | IN        | BD        | EP        | EL        |           |           |           |           |           |           |           |           |           |           |           |           |           |           |           |           | BD        |           |           |           |           |           |           |           |           |           |           |           |           |           |           |           |           |           |           |           |
| 16     | David        | BD        | EP        | EL        |           |           |           |           |           |           |           |           |           |           |           |           |           |           |           |           |           |           |           | BD        |           |           |           |           |           |           |           |           |           |           |           |           |           |           |           |           |           |           |           |

(PI) Prueba inicial, (PEX) Prueba de exteriores, (PEL) Prueba de eliminación, (DF) Duelo final.
Leyenda
| (GANADOR) Ganador.              | (EG/EP) El Equipo Azul fue el ganador o el perdedor.       |
| (2.º LUGAR) Segundo lugar.      | (EG/EP) El Equipo Rojo fue el ganador o el perdedor.       |
| (IN) Inmunidad.                 | (EG/EP) El Equipo Blanco fue el ganador o el perdedor.     |
| (IN) Inmunidad extra.           | (EG/EP) El Equipo Verde fue el ganador o el perdedor.      |
| (NP) No participó en la prueba. | (DC) Ejerció doble capitanía.                              |
| (GD) Ganó la prueba.            | (DD/PIN) Ganó el delantal dorado o el pin de la inmunidad. |
| (SMD) Segundo mejor trabajo.    | (DG/EG) Formó parte de la pareja, o del equipo ganador.    |
| (AD) Alto desempeño.            | (DP/EG) Formó parte de la pareja, o del equipo perdedor.   |
| (MD) Trabajo intermedio.        | (ENT) Entró al concurso.                                   |
| (BD) Mal trabajo.               | (REG) Regresó al concurso.                                 |
| (SPD) Segundo peor trabajo.     | (AB) Abandonó el concurso.                                 |
| (EL) Eliminado.                 | (DSC) Descalificado.                                       |

### Episodios y audiencias
| Fecha      | Características del programa                                                                                          | Audiencia         |
| ---------- | --- | ----------------- |
| 15/09/2020 | Gala 1 / Expulsión de David Fernández                                                                                 | 2 302 000 (24,3%) |
| 22/09/2020 | Gala 2 / Expulsión de Melani Olivares                                                                                 | 2 541 000 (21,9%) |
| 29/09/2020 | Gala 3 / Expulsión de Jesús Castro                                                                                    | 2 278 000 (19,3%) |
| 06/10/2020 | Gala 4 / Expulsión de Raquel Sánchez Silva                                                                            | 2 424 000 (21,0%) |
| 20/10/2020 | Gala 5 / Expulsión de Perico Delgado y Lucía Dominguín Bosé                                                           | 2 271 000 (18,9%) |
| 27/10/2020 | Gala 6 / Expulsión de Laura Sánchez                                                                                   | 2 425 000 (22,0%) |
| 03/11/2020 | Gala 7 / Repesca de Lucía Dominguín Bosé / Expulsión de Juan José Ballesta                                            | 2 546 000 (21,5%) |
| 10/11/2020 | Gala 8 / Expulsión de Lucía Dominguín Bosé                                                                            | 2 569 000 (21,6%) |
| 17/11/2020 | Gala 9 / Expulsión de Gonzalo Miró                                                                                    | 2 281 000 (21,6%) |
| 24/11/2020 | Gala 10 / Expulsión de Celia Villalobos                                                                               | 2 490 000 (21,2%) |
| 01/12/2020 | Gala 11 / Expulsión de La Terremoto de Alcorcón                                                                       | 2 351 000 (19,5%) |
| 08/12/2020 | Gala 12 / Ganadora: Raquel Meroño 2.º: Florentino Fernández / 3.º: Josie / 4.ª: Ainhoa Arteta / 5.º: Nicolás Coronado | 3 020 000 (25,1%) |

     Récord de audiencia.
     Líder en su franja horaria.

#### MasterChef Celebrity Express
| Programas emitidos | Programas emitidos | Programas emitidos |
| N.º                | Fecha de emisión   | Audiencia          |
| ------------------ | ------------------ | ------------------ |
| 1                  | 22/09/2020         | 812 000 (6,8%)     |

## Sexta edición (2021)
Desde el 15 de abril, la cuenta oficial de Televisión Española fue confirmando a los concursantes del talent.

### Aspirantes
| Concursante       | Procedencia | Profesión                           | Información          |
| ----------------- | ----------- | ----------------------------------- | -------------------- |
| Juanma Castaño    | Asturias    | Presentador y comentarista de TV    | Ganador              |
| Miki Nadal        | Zaragoza    | Humorista y presentador de TV       | Ganador7.° expulsado |
| David Bustamante  | Cantabria   | Cantante                            | 3.er finalista       |
| Belén López       | Sevilla     | Actriz                              | 4.ª finalista        |
| Carmina Barrios   | Sevilla     | Actriz                              | 12.ª expulsada       |
| Verónica Forqué   | Madrid      | Actriz                              | Abandono voluntario  |
| Iván Sánchez      | Madrid      | Actor y modelo                      | 11.º expulsado       |
| Arkano            | Alicante    | Rapero                              | 10.º expulsado       |
| Eduardo Navarrete | Alicante    | Diseñador de moda                   | 9.º expulsado        |
| Victoria Abril    | Málaga      | Actriz y cantante                   | 8.ª expulsada        |
| Terelu Campos     | Málaga      | Presentadora y colaboradora de TV   | 6.ª expulsada        |
| Julian Iantzi     | California  | Presentador de TV                   | 5.º expulsado        |
| Yotuel Romero     | La Habana   | Actor y cantante                    | 4.º expulsado        |
| Vanesa Romero     | Alicante    | Presentadora de TV, actriz y modelo | 3.ª expulsada        |
| Samantha Hudson   | León        | Artista y cantante                  | 2.ª expulsada        |
| Tamara            | Sevilla     | Cantante                            | 1.ª expulsada        |

### Estadísticas semanales
| Puesto | Aspirante | Programas | Programas | Programas | Programas | Programas | Programas | Programas | Programas | Programas | Programas | Programas | Programas | Programas | Programas | Programas | Programas | Programas | Programas | Programas | Programas | Programas | Programas | Programas | Programas | Programas | Programas | Programas | Programas | Programas | Programas | Programas | Programas | Programas | Programas | Programas | Programas | Programas | Programas | Programas | Programas | Programas |
| Puesto | Aspirante | 1         | 1         | 1         | 2         | 2         | 2         | 3         | 3         | 3         | 4         | 4         | 4         | 5         | 5         | 5         | 5         | 6         | 6         | 6         | 6         | 6         | 7         | 7         | 7         | 8         | 8         | 8         | 9         | 9         | 9         | 10        | 10        | 10        | 10        | 11        | 11        | 11        | 11        | 12        | 12        | 12        |
| Puesto | Aspirante | PI        | PEX       | PEL       | PI        | PEX       | PEL       | PI        | PEX       | PEL       | PI        | PEX       | PEL       | PI        | PI        | PEX       | PEL       | PI        | PEX       | PEL       | PEL       | PEL       | PI        | PEX       | PEL       | PI        | PEX       | PEL       | PI        | PEX       | PEL       | PI        | PEX       | PEL       | PEL       | PI        | PEX       | PEX       | PEL       | PI        | PEX       | DF        |
| ------ | --------- | --------- | --------- | --------- | --------- | --------- | --------- | --------- | --------- | --------- | --------- | --------- | --------- | --------- | --------- | --------- | --------- | --------- | --------- | --------- | --------- | --------- | --------- | --------- | --------- | --------- | --------- | --------- | --------- | --------- | --------- | --------- | --------- | --------- | --------- | --------- | --------- | --------- | --------- | --------- | --------- | --------- |
| 1      | Juanma    | MD        | EP        | IN        | AD        | EG        | IN        | MD        | EP        | MD        | DP        | EP        | MD        | MD        | NP        | EG        | IN        | SMD       | EP        | MD        | NP        | GD        | BD        | EG        | IN        | BD        | EP        | IN        | SMD       | EP        | AD        | GD        | DC        | BD        | GD        | GD        |           | AD        | IN        | GD        | IN        | GANADOR   |
| 1      | Miki      | BD        | EG        | IN        | BD        | EP        | AD        | MD        | EP        | BD        | DP        | EP        | MD        | MD        | NP        | EG        | IN        | GD        | EP        | MD        | NP        | EL        |           |           | REG       | BD        | EP        | MD        | BD        | EP        | BD        | MD        | EP        | NP        | GD        | MD        |           | AD        | IN        | SMD       | GD        | GANADOR   |
| 3      | David     | MD        | EG        | IN        | AD        | EG        | IN        | MD        | EG        | IN        | AD        | EP        | AD        | BD        | NP        | EG        | IN        | MD        | EP        | GD        | IN        | IN        | GD        | EP        | MD        | GD        | EP        | AD        | MD        | EP        | SPD       | AD        | EG        | IN        | IN        | SMD       |           | BD        | SPD       | MD        | EL        |           |
| 4      | Belén     | MD        | EG        | IN        | MD        | EG        | IN        | SMD       | EP        | MD        | DG        | EP        | AD        | MD        | NP        | EG        | BD        | MD        | EP        | IN        | IN        | IN        | MD        | EP        | AD        | BD        | EG        | IN        | BD        | EP        | MD        | SMD       | EP        | GD        | IN        | MD        |           | BD        | GD        | BD        | EL        |           |
| 5      | Carmina   | MD        | EP        | AD        | MD        | EG        | IN        | MD        | EG        | IN        | DG        | EG        | IN        | MD        | NP        | EP        | IN        | AD        | EP        | IN        | IN        | IN        | MD        | EG        | IN        | SMD       | EP        | AD        | MD        | EP        | AD        | MD        | EG        | IN        | IN        | MD        |           | MD        | EL        |           |           |           |
| 6      | Verónica  | MD        | EG        | IN        | SMD       | EP        | AD        | MD        | EG        | IN        | MD        | EG        | IN        | MD        | NP        | EP        | IN        | BD        | EP        | NP        | GD        | IN        | BD        | EG        | IN        | BD        | EG        | IN        | DD        | EP        | IN        | MD        | EP        | NP        | NP        | AB        |           |           |           |           |           |           |
| 7      | Iván      | BD        | EP        | AD        | MD        | EP        | MD        | BD        | EP        | SMD       | MD        | EG        | IN        | GD        | AD        | EP        | BD        | BD        | EP        | IN        | IN        | IN        | BD        | EG        | IN        | BD        | EG        | IN        | AD        | EP        | EL        |           |           |           |           |           |           |           |           |           |           |           |
| 8      | Arkano    | MD        | EP        | IN        | MD        | EP        | MD        | BD        | EP        | GD        | MD        | EG        | IN        | MD        | NP        | EP        | BD        | BD        | EP        | NP        | MD        | BD        | MD        | EP        | SPD       | BD        | EP        | SPD       | EL        |           |           |           |           |           |           |           |           |           |           |           |           |           |
| 9      | Eduardo   | MD        | EP        | BD        | MD        | EP        | SPD       | GD        | EG        | IN        | MD        | EG        | IN        | MD        | NP        | EG        | IN        | BD        | EP        | IN        | IN        | IN        | AD        | EP        | AD        | BD        | EP        | EL        |           |           |           |           |           |           |           |           |           |           |           |           |           |           |
| 10     | Victoria  | MD        | EG        | IN        | GD        | EG        | IN        | MD        | EG        | IN        | DP        | EP        | BD        | MD        | NP        | EP        | GD        | BD        | EP        | IN        | IN        | IN        | SMD       | EP        | EL        |           |           |           |           |           |           |           |           |           |           |           |           |           |           |           |           |           |
| 11     | Terelu    | SMD       | EP        | MD        | MD        | EG        | IN        | MD        | EG        | IN        | DP        | EP        | BD        | GD        | MD        | EG        | IN        | MD        | EP        | NP        | BD        | EL        |           |           | BD        |           |           |           |           |           |           |           |           |           |           |           |           |           |           |           |           |           |
| 12     | Julian    | GD        | EG        | IN        | BD        | EG        | IN        | BD        | EP        | BD        | MD        | EG        | IN        | MD        | NP        | EP        | EL        |           |           |           |           |           |           |           | BD        |           |           |           |           |           |           |           |           |           |           |           |           |           |           |           |           |           |
| 13     | Yotuel    | MD        | EG        | IN        | BD        | EG        | IN        | MD        | EG        | IN        | AD        | EP        | EL        |           |           |           |           |           |           |           |           |           |           |           | SMD       |           |           |           |           |           |           |           |           |           |           |           |           |           |           |           |           |           |
| 14     | Vanesa    | MD        | EP        | BD        | BD        | EP        | IN        | MD        | EP        | EL        |           |           |           |           |           |           |           |           |           |           |           |           |           |           | MD        |           |           |           |           |           |           |           |           |           |           |           |           |           |           |           |           |           |
| 15     | Samantha  | MD        | EG        | IN        | BD        | EP        | EL        |           |           |           |           |           |           |           |           |           |           |           |           |           |           |           |           |           | BD        |           |           |           |           |           |           |           |           |           |           |           |           |           |           |           |           |           |
| 16     | Tamara    | MD        | EP        | EL        |           |           |           |           |           |           |           |           |           |           |           |           |           |           |           |           |           |           |           |           | BD        |           |           |           |           |           |           |           |           |           |           |           |           |           |           |           |           |           |

(PI) Prueba inicial, (PEX) Prueba de exteriores, (PEL) Prueba de eliminación, (DF) Duelo final.
Leyenda
| (GANADOR) Ganador.              | (EG/EP) El Equipo Azul fue el ganador o el perdedor.       |
| (2.º LUGAR) Segundo lugar.      | (EG/EP) El Equipo Rojo fue el ganador o el perdedor.       |
| (IN) Inmunidad.                 | (EG/EP) El Equipo Blanco fue el ganador o el perdedor.     |
| (IN) Inmunidad extra.           | (EG/EP) El Equipo Verde fue el ganador o el perdedor.      |
| (NP) No participó en la prueba. | (DC) Ejerció doble capitanía.                              |
| (GD) Ganó la prueba.            | (DD/PIN) Ganó el delantal dorado o el pin de la inmunidad. |
| (SMD) Segundo mejor trabajo.    | (DG/EG) Formó parte de la pareja, o del equipo ganador.    |
| (AD) Alto desempeño.            | (DP/EG) Formó parte de la pareja, o del equipo perdedor.   |
| (MD) Trabajo intermedio.        | (ENT) Entró al concurso.                                   |
| (BD) Mal trabajo.               | (REG) Regresó al concurso.                                 |
| (SPD) Segundo peor trabajo.     | (AB) Abandonó el concurso.                                 |
| (EL) Eliminado.                 | (DSC) Descalificado.                                       |

### Episodios y audiencias
| Fecha      | Características del programa                                                              | Audiencia         |
| ---------- | ----------------------------------------------------------------------------------------- | ----------------- |
| 13/09/2021 | Gala 1 / Expulsión de Tamara                                                              | 1 943 000 (20,1%) |
| 20/09/2021 | Gala 2 / Expulsión de Samantha Hudson                                                     | 1 753 000 (17,3%) |
| 27/09/2021 | Gala 3 / Expulsión de Vanesa Romero                                                       | 1 964 000 (18,1%) |
| 04/10/2021 | Gala 4 / Expulsión de Yotuel Romero                                                       | 2 037 000 (19,3%) |
| 11/10/2021 | Gala 5 / Expulsión de Julian Iantzi                                                       | 2 036 000 (19,5%) |
| 18/10/2021 | Gala 6 / Expulsión de Terelu Campos y Miki Nadal                                          | 2 114 000 (20,2%) |
| 25/10/2021 | Gala 7 / Repesca de Miki Nadal / Expulsión de Victoria Abril                              | 2 119 000 (20,1%) |
| 01/11/2021 | Gala 8 / Expulsión de Eduardo Navarrete                                                   | 2 055 000 (19,6%) |
| 08/11/2021 | Gala 9 / Expulsión de Arkano e Iván Sánchez                                               | 2 136 000 (19,6%) |
| 15/11/2021 | Gala 10 / Sin expulsión                                                                   | 2 249 000 (20,7%) |
| 22/11/2021 | Gala 11 / Abandono de Verónica Forqué / Expulsión de Carmina Barrios                      | 2 478 000 (22,2%) |
| 29/11/2021 | Gala 12 / Ganadores: Juanma Castaño y Miki Nadal 3.º: David Bustamante / 4.ª: Belén López | 2 624 000 (24,4%) |

     Récord de audiencia.
     Líder en su franja horaria.

## Séptima edición (2022)
A partir de inicios de septiembre, se empezaron a desvelar los aspirantes de la nueva edición del formato vip del concurso. En primer lugar, se desvelaron en el programa Corazón los nombres de Norma Duval, Lorena Castell y María Zurita. El 13 de septiembre, se desvelaba el casting completo en la web oficial del programa. La edición contó con un resumen especial emitido el martes 11 de octubre. Por primera vez en la historia del formato Celebrity la final fue emitida en dos noches consecutivas, dejando en duelo final para la última de ellas. Tras este se emitiría un debate con los jueces y finalistas de la edición, bajo el título de Los secretos de MasterChef: La tertulia (inicialmente llamado MasterChef Celebrity "Sensaciones"), emulando a los realizados en las primeras ediciones del formato amateur. El formato, además de con los finalistas Lorena Castell, Manu Baqueiro, María Escoté y Patricia Conde, contó con la presencia de María Zurita, Xavier Deltell, Nico Abad y Daniela Santiago.

### Aspirantes
| Concursante        | Procedencia | Profesión                            | Información                |
| ------------------ | ----------- | ------------------------------------ | -------------------------- |
| Lorena Castell     | Barcelona   | Vedette                              | Ganadora                   |
| Manu Baqueiro      | Madrid      | Actor                                | Duelista                   |
| María Escoté       | Barcelona   | Diseñadora de moda                   | 3.ª finalista              |
| Patricia Conde     | Valladolid  | Presentadora                         | 4.ª finalista4.ª expulsada |
| Isabelle Junot     | Nueva York  | Aristócrata                          | 12.ª expulsada             |
| Nico Abad          | Madrid      | Presentador deportivo                | 11.º expulsado             |
| Daniela Santiago   | Málaga      | Modelo y actriz                      | 10.ª expulsada             |
| Xavier Deltell     | Lérida      | Humorista y actor                    | 9.º expulsado              |
| Pepe Barroso Silva | Madrid      | Modelo y actor                       | 8.º expulsado              |
| María Zurita       | Madrid      | Empresaria y aristócrata             | 7.ª expulsada              |
| Norma Duval        | Barcelona   | Presentadora de TV, actriz y vedette | 6.ª expulsada              |
| Fernando Andina    | Madrid      | Actor                                | 5.º expulsado              |
| Ruth Lorenzo       | Murcia      | Cantante                             | 3.ª expulsada              |
| Eduardo Rosa       | Sevilla     | Actor                                | 2.º expulsado              |
| Emmanuel Esparza   | Valencia    | Actor                                | 1.º expulsado              |

### Estadísticas semanales
| Puesto | Aspirante | Programas | Programas | Programas | Programas | Programas | Programas | Programas | Programas | Programas | Programas | Programas | Programas | Programas | Programas | Programas | Programas | Programas | Programas | Programas | Programas | Programas | Programas | Programas | Programas | Programas | Programas | Programas | Programas | Programas | Programas | Programas | Programas | Programas | Programas | Programas | Programas | Programas | Programas | Programas | Programas | Programas | Programas |
| Puesto | Aspirante | 1         | 1         | 1         | 2         | 2         | 2         | 3         | 3         | 3         | 4         | 4         | 4         | 5         | 5         | 5         | 5         | 5         | 5         | 6         | 6         | 6         | 7         | 7         | 7         | 8         | 8         | 8         | 9         | 9         | 9         | 9         | 9         | 10        | 10        | 10        | 11        | 11        | 11        | 11        | 12        | 12        | 12        |
| Puesto | Aspirante | PI        | PEX       | PEL       | PI        | PEX       | PEL       | PI        | PEX       | PEL       | PI        | PEX       | PEL       | PI        | PI        | PI        | PI        | PEX       | PEL       | PI        | PEX       | PEL       | PI        | PEX       | PEL       | PI        | PEX       | PEL       | PI        | PEX       | PEL       | PEL       | PEL       | PI        | PEX       | PEL       | PI        | PEX       | PEX       | PEL       | PI        | PEX       | DF        |
| ------ | --------- | --------- | --------- | --------- | --------- | --------- | --------- | --------- | --------- | --------- | --------- | --------- | --------- | --------- | --------- | --------- | --------- | --------- | --------- | --------- | --------- | --------- | --------- | --------- | --------- | --------- | --------- | --------- | --------- | --------- | --------- | --------- | --------- | --------- | --------- | --------- | --------- | --------- | --------- | --------- | --------- | --------- | --------- |
| 1      | Lorena    | SMD       | EG        | IN        | MD        | EG        | IN        | BD        | EP        | MD        | BD        | EG        | IN        | MD        | MD        | BD        | NP        | EG        | IN        | MD        | EP        | MD        | SMD       | EP        | SPD       | MD        | EP        | IN        | SMD       | EP        | GD        | IN        | IN        | SPD       | EG        | IN        | GD        |           | AD        | IN        | GD        | IN        | GANADORA  |
| 2      | Manu      | GD        | EG        | IN        | AD        | EG        | IN        | BD        | EG        | IN        | BD        | EP        | BD        | MD        | BD        | NP        | NP        | EG        | IN        | MD        | EG        | IN        | BD        | EG        | IN        | MD        | EP        | AD        | MD        | EG        | IN        | IN        | IN        | GD        | EG        | IN        | MD        |           | BD        | MD        | SMD       | GD        | 2.º LUGAR |
| 3      | María E.  | MD        | EG        | IN        | MD        | EG        | IN        | MD        | EP        | GD        | BD        | EG        | IN        | GD        | AD        | BD        | NP        | EG        | IN        | AD        | EP        | MD        | MD        | EG        | IN        | DP        | EP        | SPD       | MD        | EG        | IN        | IN        | IN        | MD        | EP        | GD        | SMD       |           | BD        | GD        | BD        | EL        |           |
| 4      | Patricia  | MD        | EP        | GD        | MD        | EP        | AD        | GD        | EP        | AD        | SMD       | EP        | EL        |           |           |           |           |           |           |           |           |           |           | REG       | IN        | MD        | EG        | IN        | DD        | EG        | IN        | IN        | IN        | MD        | EP        | MD        | MD        |           | AD        | IN        | MD        | EL        |           |
| 5      | Isabelle  | MD        | EP        | BD        | MD        | EP        | AD        | MD        | EP        | SPD       | DG        | EG        | IN        | MD        | AD        | AD        | MD        | EP        | GD        | BD        | EG        | GD        | MD        | EG        | IN        | MD        | EG        | IN        | MD        | EP        | NP        | NP        | GD        | SMD       | EG        | IN        | MD        |           | MD        | EL        |           |           |           |
| 6      | Nico      | MD        | EG        | IN        | BD        | EP        | AD        | BD        | EP        | IN        | SMD       | EG        | IN        | MD        | AD        | AD        | AD        | EP        | BD        | BD        | EP        | BD        | MD        | EP        | AD        | DG        | EP        | AD        | MD        | EP        | NP        | GD        | IN        | MD        | EP        | EL        |           |           |           |           |           |           |           |
| 7      | Daniela   | MD        | EP        | IN        | GD        | EG        | IN        | BD        | EP        | AD        | BD        | EP        | MD        | BD        | NP        | NP        | NP        | EP        | IN        | SMD       | EP        | BD        | GD        | EG        | IN        | DP        | EG        | IN        | BD        | EG        | IN        | IN        | IN        | EL        |           |           |           |           |           |           |           |           |           |
| 8      | Xavier    | AD        | EG        | IN        | BD        | EP        | IN        | MD        | EG        | IN        | BD        | EP        | AD        | BD        | NP        | NP        | NP        | EG        | IN        | MD        | EP        | MD        | BD        | EG        | IN        | DG        | EG        | IN        | BD        | EP        | BD        | BD        | EL        |           |           |           |           |           |           |           |           |           |           |
| 9      | Pepe      | BD        | EG        | IN        | SMD       | EP        | IN        | BD        | EG        | IN        | DG        | EP        | AD        | BD        | NP        | NP        | NP        | EG        | IN        | GD        | EG        | IN        | MD        | EP        | AD        | MD        | EP        | EL        |           |           |           |           |           |           |           |           |           |           |           |           |           |           |           |
| 10     | María Z.  | BD        | EG        | IN        | BD        | EG        | IN        | MD        | EG        | IN        | BD        | EG        | IN        | MD        | BD        | NP        | NP        | EP        | BD        | MD        | EP        | IN        | MD        | EP        | EL        |           |           |           |           |           |           |           |           |           |           |           |           |           |           |           |           |           |           |
| 11     | Norma     | BD        | EG        | IN        | MD        | EG        | IN        | MD        | EG        | IN        | BD        | EG        | IN        | BD        | NP        | NP        | NP        | EG        | IN        | BD        | TC        | EL        |           | BD        |           |           |           |           |           |           |           |           |           |           |           |           |           |           |           |           |           |           |           |
| 12     | Fernando  | MD        | EP        | MD        | MD        | EP        | AD        | SMD       | EG        | IN        | BD        | EP        | BD        | MD        | BD        | NP        | NP        | EP        | EL        |           |           |           |           | BD        |           |           |           |           |           |           |           |           |           |           |           |           |           |           |           |           |           |           |           |
| 13     | Ruth      | MD        | EP        | MD        | AD        | EG        | IN        | MD        | EP        | EL        |           |           |           |           |           |           |           |           |           |           |           |           |           | SMD       |           |           |           |           |           |           |           |           |           |           |           |           |           |           |           |           |           |           |           |
| 14     | Eduardo   | MD        | EP        | BD        | BD        | EP        | EL        |           |           |           |           |           |           |           |           |           |           |           |           |           |           |           |           | BD        |           |           |           |           |           |           |           |           |           |           |           |           |           |           |           |           |           |           |           |
| 15     | Emmanuel  | BD        | EP        | EL        |           |           |           |           |           |           |           |           |           |           |           |           |           |           |           |           |           |           |           | BD        |           |           |           |           |           |           |           |           |           |           |           |           |           |           |           |           |           |           |           |

(PI) Prueba inicial, (PEX) Prueba de exteriores, (PEL) Prueba de eliminación, (DF) Duelo final.
Leyenda
| (GANADOR) Ganador.              | (EG/EP) El Equipo Azul fue el ganador o el perdedor.                      |
| (2.º LUGAR) Segundo lugar.      | (EG/EP) El Equipo Rojo fue el ganador o el perdedor.                      |
| (IN) Inmunidad.                 | (EG/EP) El Equipo Blanco fue el ganador o el perdedor.                    |
| (IN) Inmunidad extra.           | (EG/EP) El Equipo Verde fue el ganador o el perdedor.                     |
| (NP) No participó en la prueba. | (EG/EP) El concursante ejerció de “sazonador” de la prueba de exteriores. |
| (GD) Ganó la prueba.            | (DD/PIN) Ganó el delantal dorado o el pin de la inmunidad.                |
| (SMD) Segundo mejor trabajo.    | (DG/EG) Formó parte de la pareja, o del equipo ganador.                   |
| (AD) Alto desempeño.            | (DP/EG) Formó parte de la pareja, o del equipo perdedor.                  |
| (MD) Trabajo intermedio.        | (ENT) Entró al concurso.                                                  |
| (BD) Mal trabajo.               | (REG) Regresó al concurso.                                                |
| (SPD) Segundo peor trabajo.     | (AB) Abandonó el concurso.                                                |
| (EL) Eliminado.                 | (DSC) Descalificado.                                                      |

### Episodios y audiencias
| Fecha      | Características del programa                                                                    | Audiencia         |
| ---------- | ----------------------------------------------------------------------------------------------- | ----------------- |
| 12/09/2022 | Gala 1 / Expulsión de Emmanuel Esparza                                                          | 1 495 000 (15,4%) |
| 19/09/2022 | Gala 2 / Expulsión de Eduardo Rosa                                                              | 1 479 000 (15,5%) |
| 26/09/2022 | Gala 3 / Expulsión de Ruth Lorenzo                                                              | 1 402 000 (14,4%) |
| 03/10/2022 | Gala 4 / Expulsión de Patricia Conde                                                            | 1 554 000 (16,9%) |
| 10/10/2022 | Gala 5 / Expulsión de Fernando Andina                                                           | 1 470 000 (15,6%) |
| 17/10/2022 | Gala 6 / Expulsión de Norma Duval                                                               | 1 462 000 (16,2%) |
| 24/10/2022 | Gala 7 / Repesca de Patricia Conde / Expulsión de María Zurita                                  | 1 353 000 (14,6%) |
| 31/10/2022 | Gala 8 / Expulsión de Pepe Barroso Silva                                                        | 1 269 000 (13,8%) |
| 07/11/2022 | Gala 9 / Expulsión de Xavier Deltell                                                            | 1 480 000 (14,9%) |
| 14/11/2022 | Gala 10 / Expulsión de Daniela Santiago y Nico Abad                                             | 1 430 000 (15,0%) |
| 21/11/2022 | Gala 11 / Expulsión de Isabelle Junot                                                           | 1 512 000 (16,0%) |
| 28/11/2022 | Gala 12 / Ganadora: Lorena Castell 2.º: Manu Baqueiro / 3.ª: María Escoté / 4.ª: Patricia Conde | 1 978 000 (18,4%) |
| 29/11/2022 | Gala 12 / Ganadora: Lorena Castell 2.º: Manu Baqueiro / 3.ª: María Escoté / 4.ª: Patricia Conde | 2 025 000 (15,4%) |

     Récord de audiencia.
     Líder en su franja horaria.
- La final de 'MasterChef Celebrity 7' se partió en dos noches distintas emitiendo en lunes la elección de finalistas y el martes el duelo final.[92]

#### Resumen MasterChef Celebrity
| Programas emitidos | Programas emitidos | Programas emitidos |
| N.º                | Fecha de emisión   | Audiencia          |
| ------------------ | ------------------ | ------------------ |
| 1                  | 11/10/2022         | 576 000 (4,2%)     |

#### Los secretos de MasterChef: La tertulia
| Programas emitidos | Programas emitidos | Programas emitidos |
| N.º                | Fecha de emisión   | Audiencia          |
| ------------------ | ------------------ | ------------------ |
| 1                  | 29/11/2022         | 737 000 (11,5%)    |

## Octava edición (2023)
Poco después de finalizar la séptima edición del Celebrity se confirmó una octava que volvería a contar con los tres jueces principales. Entre abril y mayo se filtra una lista de famosos probados por varias fuentes que están en conversaciones para convertirse en concursantes oficiales. El 26 de junio se confirma el casting oficial, que cuenta entre otras personalidades con Toñi Moreno, Los Morancos o el torero Jesulín de Ubrique.

### Aspirantes
| Concursante           | Procedencia      | Profesión                             | Información                |
| --------------------- | ---------------- | ------------------------------------- | -------------------------- |
| Laura Londoño         | Medellín         | Actriz y modelo                       | Ganadora                   |
| Álvaro Muñoz Escassi  | Sevilla          | Jinete y jugador de polo              | Duelista                   |
| Daniel Illescas       | Barcelona        | Modelo e influencer                   | 3.er finalista             |
| Toñi Moreno           | Barcelona        | Presentadora de TV                    | 4.ª finalista              |
| Blanca Romero         | Gijón            | Actriz y modelo                       | 12.ª expulsada             |
| Jesulín de Ubrique    | Cádiz            | Torero                                | 11.º expulsado             |
| Jorge Cadaval         | Sevilla          | Humorista, integrante de Los Morancos | 10.º expulsado             |
| Miguel Diosdado       | Sevilla          | Actor                                 | 9.º expulsado5.º expulsado |
| Eduardo Casanova      | Madrid           | Actor                                 | 8.º expulsado              |
| Jorge Sanz            | Madrid           | Actor                                 | 7.º expulsado              |
| Tania Llasera         | Bilbao           | Presentadora de TV                    | 6.ª expulsada              |
| Palito Dominguín Bosé | Valencia         | Modelo y sobrina de Miguel Bosé       | 4.ª expulsada              |
| Sandra Gago           | Madrid           | Modelo y mujer de Feliciano López     | 3.ª expulsada              |
| César Cadaval         | Sevilla          | Humorista, integrante de Los Morancos | 2.º expulsado              |
| Genoveva Casanova     | Ciudad de México | Aristócrata y empresaria              | 1.ª expulsada              |

### Estadísticas semanales
| Puesto | Aspirante | Programas | Programas | Programas | Programas | Programas | Programas | Programas | Programas | Programas | Programas | Programas | Programas | Programas | Programas | Programas | Programas | Programas | Programas | Programas | Programas | Programas | Programas | Programas | Programas | Programas | Programas | Programas | Programas | Programas | Programas | Programas | Programas | Programas | Programas | Programas | Programas | Programas | Programas | Programas | Programas | Programas | Programas | Programas | Programas | Programas | Programas | Programas |
| Puesto | Aspirante | 1         | 1         | 1         | 2         | 2         | 2         | 3         | 3         | 3         | 4         | 4         | 4         | 4         | 5         | 5         | 5         | 5         | 5         | 5         | 6         | 6         | 6         | 6         | 6         | 7         | 7         | 7         | 8         | 8         | 8         | 8         | 9         | 9         | 9         | 9         | 9         | 9         | 10        | 10        | 10        | 11        | 11        | 11        | 11        | 12        | 12        | 12        |
| Puesto | Aspirante | PI        | PEX       | PEL       | PI        | PEX       | PEL       | PI        | PEX       | PEL       | PI        | PEX       | PEX       | PEL       | PI        | PI        | PI        | PI        | PEX       | PEL       | PI        | PEX       | PEL       | PEL       | PEL       | PI        | PEX       | PEL       | PI        | PEX       | PEX       | PEL       | PI        | PEX       | PEL       | PEL       | PEL       | PEL       | PI        | PEX       | PEL       | PI        | PEX       | PEX       | PEL       | PI        | PEX       | DF        |
| ------ | --------- | --------- | --------- | --------- | --------- | --------- | --------- | --------- | --------- | --------- | --------- | --------- | --------- | --------- | --------- | --------- | --------- | --------- | --------- | --------- | --------- | --------- | --------- | --------- | --------- | --------- | --------- | --------- | --------- | --------- | --------- | --------- | --------- | --------- | --------- | --------- | --------- | --------- | --------- | --------- | --------- | --------- | --------- | --------- | --------- | --------- | --------- | --------- |
| 1      | Laura     | MD        | EG        | IN        | MD        | EP        | GD        | GD        | EP        | IN        | MD        |           | GD        | IN        | MD        | MD        | GD        | PIN       | EG        | MD        | MD        | EG        | IN        | IN        | IN        | MD        | EP        | GD        | MD        |           | EP        | IN        | DD        | DC        | IN        | IN        | IN        | IN        | BD        | EG        | IN        | MD        |           | GD        | IN        | GD        | IN        | GANADORA  |
| 2      | Álvaro    | SMD       | EG        | IN        | SMD       | EG        | IN        | MD        | EP        | MD        | MD        |           | BD        | GD        | AD        | AD        | BD        | NP        | EP        | MD        | BD        | EP        | BD        | BD        | SPD       | GD        | EG        | IN        | BD        |           | EG        | IN        | AD        | EP        | NP        | NP        | BD        | GD        | BD        | EG        | IN        | BD        |           | BD        | GD        | MD        | GD        | 2.º LUGAR |
| 3      | Daniel    | MD        | EG        | IN        | BD        | EP        | MD        | MD        | EP        | SPD       | MD        |           | AD        | IN        | BD        | NP        | NP        | NP        | EP        | IN        | MD        | EP        | BD        | BD        | GD        | BD        | EG        | IN        | MD        |           | EG        | IN        | MD        | EP        | BD        | BD        | GD        | IN        | SMD       | EG        | IN        | MD        |           | BD        | SPD       | SMD       | EL        |           |
| 4      | Toñi      | MD        | EP        | BD        | MD        | EP        | BD        | BD        | EG        | IN        | MD        |           | AD        | IN        | AD        | MD        | SMD       | SMD       | EP        | AD        | GD        | EG        | IN        | IN        | IN        | MD        | EP        | AD        | MD        |           | EG        | IN        | BD        | EP        | GD        | IN        | IN        | IN        | GD        | EP        | SPD       | GD        |           | MD        | MD        | BD        | EL        |           |
| 5      | Blanca    | MD        | EP        | MD        | BD        | EP        | BD        | MD        | EP        | MD        | GD        |           | BD        | MD        | BD        | NP        | NP        | NP        | EP        | SPD       | MD        | EG        | IN        | IN        | IN        | SMD       | EP        | AD        | SMD       |           | EG        | IN        | MD        | EP        | IN        | IN        | IN        | IN        | MD        | EP        | GD        | SMD       |           | BD        | EL        |           |           |           |
| 6      | Jesulín   | MD        | EP        | AD        | BD        | EG        | IN        | BD        | EP        | MD        | MD        |           | AD        | IN        | BD        | NP        | NP        | NP        | EG        | IN        | BD        | EP        | GD        | IN        | IN        | BD        | EG        | IN        | BD        |           | EP        | SPD       | MD        | EP        | NP        | GD        | IN        | IN        | MD        | EP        | EL        |           |           |           |           |           |           |           |
| 7      | Jorge C.  | GD        | EG        | IN        | BD        | EP        | MD        | MD        | EG        | IN        | MD        |           | BD        | MD        | MD        | BD        | NP        | NP        | EG        | IN        | MD        | EG        | IN        | IN        | IN        | MD        | EG        | IN        | GD        |           | EP        | GD        | SMD       | EP        | NP        | NP        | NP        | EL        |           |           |           |           |           |           |           |           |           |           |
| 8      | Miguel    | MD        | EP        | BD        | MD        | EG        | IN        | SMD       | EG        | IN        | MD        |           | BD        | EL        |           |           |           |           |           |           |           | REG       | IN        | IN        | IN        | MD        | EG        | IN        | MD        |           | EP        | EL        |           |           |           |           |           |           |           |           |           |           |           |           |           |           |           |           |
| 9      | Eduardo   | MD        | EP        | MD        | MD        | EG        | IN        | BD        | EG        | IN        | AD        |           | AD        | IN        | BD        | NP        | NP        | NP        | EG        | IN        | MD        | EP        | SMD       | GD        | IN        | BD        | EP        | EL        |           |           |           |           |           |           |           |           |           |           |           |           |           |           |           |           |           |           |           |           |
| 10     | Jorge S.  | BD        | EG        | IN        | MD        | EG        | IN        | BD        | EP        | GD        | AD        |           | AD        | IN        | MD        | BD        | NP        | NP        | EP        | AD        | SMD       | EP        | BD        | BD        | EL        |           |           |           |           |           |           |           |           |           |           |           |           |           |           |           |           |           |           |           |           |           |           |           |
| 11     | Tania     | MD        | EG        | IN        | BD        | EG        | IN        | BD        | EG        | IN        | SMD       |           | AD        | IN        | AD        | AD        | BD        | NP        | EG        | EL        |           | BD        |           |           |           |           |           |           |           |           |           |           |           |           |           |           |           |           |           |           |           |           |           |           |           |           |           |           |
| 12     | Palito    | MD        | EG        | IN        | MD        | EP        | MD        | MD        | EG        | IN        | MD        |           | BD        | EL        |           |           |           |           |           |           |           | BD        |           |           |           |           |           |           |           |           |           |           |           |           |           |           |           |           |           |           |           |           |           |           |           |           |           |           |
| 13     | Sandra    | MD        | EG        | IN        | GD        | EG        | IN        | BD        | EP        | EL        |           |           |           |           |           |           |           |           |           |           |           | SMD       |           |           |           |           |           |           |           |           |           |           |           |           |           |           |           |           |           |           |           |           |           |           |           |           |           |           |
| 14     | César     | MD        | EP        | AD        | MD        | EP        | EL        |           |           |           |           |           |           |           |           |           |           |           |           |           |           | BD        |           |           |           |           |           |           |           |           |           |           |           |           |           |           |           |           |           |           |           |           |           |           |           |           |           |           |
| 15     | Genoveva  | BD        | EP        | EL        |           |           |           |           |           |           |           |           |           |           |           |           |           |           |           |           |           | BD        |           |           |           |           |           |           |           |           |           |           |           |           |           |           |           |           |           |           |           |           |           |           |           |           |           |           |

Leyenda
| (GANADOR) Ganador.              | (EG/EP) El Equipo Azul fue el ganador o el perdedor.                      |
| (2.º LUGAR) Segundo lugar.      | (EG/EP) El Equipo Rojo fue el ganador o el perdedor.                      |
| (IN) Inmunidad.                 | (EG/EP) El Equipo Blanco fue el ganador o el perdedor.                    |
| (IN) Inmunidad extra.           | (EG/EP) El Equipo Verde fue el ganador o el perdedor.                     |
| (NP) No participó en la prueba. | (EG/EP) El concursante ejerció de “sazonador” de la prueba de exteriores. |
| (GD) Ganó la prueba.            | (DD/PIN) Ganó el delantal dorado o el pin de la inmunidad.                |
| (SMD) Segundo mejor trabajo.    | (DG/EG) Formó parte de la pareja, o del equipo ganador.                   |
| (AD) Alto desempeño.            | (DP/EG) Formó parte de la pareja, o del equipo perdedor.                  |
| (MD) Trabajo intermedio.        | (ENT) Entró al concurso.                                                  |
| (BD) Mal trabajo.               | (REG) Regresó al concurso.                                                |
| (SPD) Segundo peor trabajo.     | (AB) Abandonó el concurso.                                                |
| (EL) Eliminado.                 | (DSC) Descalificado.                                                      |

### Episodios y audiencias
| Fecha      | Características del programa                                                                          | Audiencia         |
| ---------- | --- | ----------------- |
| 07/09/2023 | Gala 1 / Expulsión de Genoveva Casanova                                                               | 1 278 000 (18,2%) |
| 14/09/2023 | Gala 2 / Expulsión de César Cadaval                                                                   | 1 138 000 (13,4%) |
| 21/09/2023 | Gala 3 / Expulsión de Sandra Gago                                                                     | 1 155 000 (15,2%) |
| 28/09/2023 | Gala 4 / Expulsión de Palito Dominguín Bosé y Miguel Diosdado                                         | 1 144 000 (15,7%) |
| 05/10/2023 | Gala 5 / Expulsión de Tania Llasera                                                                   | 1 063 000 (15,3%) |
| 12/10/2023 | Gala 6 / Repesca de Miguel Diosdado / Expulsión de Jorge Sanz                                         | 1 300 000 (18,3%) |
| 19/10/2023 | Gala 7 / Expulsión de Eduardo Casanova                                                                | 1 262 000 (16,7%) |
| 26/10/2023 | Gala 8 / Expulsión de Miguel Diosdado                                                                 | 1 079 000 (14,6%) |
| 02/11/2023 | Gala 9 / Expulsión de Jorge Cadaval                                                                   | 1 202 000 (16,9%) |
| 09/11/2023 | Gala 10 / Expulsión de Jesulín de Ubrique                                                             | 1 100 000 (14,9%) |
| 23/11/2023 | Gala 11 / Expulsión de Blanca Romero                                                                  | 1 119 000 (15,1%) |
| 30/11/2023 | Gala 12 / Ganadora: Laura Londoño 2.º: Álvaro Muñoz Escassi / 3.º: Daniel Illescas / 4.ª: Toñi Moreno | 1 268 000 (16,7%) |

     Récord de audiencia.
     Líder en su franja horaria.

## Novena edición (2024)

### Aspirantes
| Concursante             | Edad | Procedencia | Profesión                   | Información                  |
| ----------------------- | ---- | ----------- | --------------------------- | ---------------------------- |
| Inés Hernand            | 31   | Madrid      | Humorista y presentadora    | Ganadora                     |
| Marina Rivers           | 21   | Madrid      | Influencer                  | Duelista                     |
| Pitingo                 | 43   | Huelva      | Influencer Cantante         | 3.er finalista               |
| Francis Lorenzo         | 63   | Galicia     | Actor                       | 4.º finalista                |
| Pocholo Martínez-Bordiú | 61   | Madrid      | Aristócrata y empresario    | 13.º expulsado               |
| Cristina Cifuentes      | 59   | Madrid      | Expolítica                  | 12.ª expulsada4.ª expulsada  |
| Hiba Abouk              | 37   | Madrid      | Actriz                      | 11.ª expulsada               |
| José Lamuño             | 37   | Asturias    | Actor y modelo              | 10.º expulsado1.er expulsado |
| Raúl Gómez              | 42   | Barcelona   | Presentador y humorista     | 9.º expulsado                |
| Itziar Miranda          | 45   | Zaragoza    | Actriz y escritora          | 8.ª expulsada                |
| Pelayo Díaz             | 38   | Asturias    | Estilista y diseñador       | 7.º expulsado                |
| María León              | 40   | Sevilla     | Actriz                      | 6.ª expulsada                |
| Topacio Fresh           | 50   | Argentina   | Artista y galerista de arte | 5.ª expulsada                |
| Rubén Ochandiano        | 43   | Madrid      | Actor                       | Abandono voluntario          |
| Nerea Garmendia         | 44   | País Vasco  | Actriz y presentadora       | 3.ª expulsada                |
| Juan Luis Cano          | 64   | Madrid      | Periodista y humorista      | 2.º expulsado                |

### Estadísticas semanales
| Puesto | Aspirante | Programas | Programas | Programas | Programas | Programas | Programas | Programas | Programas | Programas | Programas | Programas | Programas | Programas | Programas | Programas | Programas | Programas | Programas | Programas | Programas | Programas | Programas | Programas | Programas | Programas | Programas | Programas | Programas | Programas | Programas | Programas | Programas | Programas | Programas | Programas | Programas | Programas | Programas | Programas | Programas | Programas | Programas | Programas |
| Puesto | Aspirante | 1         | 1         | 1         | 2         | 2         | 2         | 3         | 3         | 3         | 3         | 3         | 4         | 4         | 4         | 5         | 5         | 5         | 5         | 6         | 6         | 6         | 7         | 7         | 7         | 8         | 8         | 8         | 9         | 9         | 9         | 9         | 9         | 10        | 10        | 10        | 10        | 11        | 11        | 11        | 11        | 12        | 12        | 12        |
| Puesto | Aspirante | PI        | PEX       | PEL       | PI        | PEX       | PEL       | PI        | PEX       | PEL       | PEL       | PEL       | PI        | PEX       | PEL       | PI        | PI        | PEX       | PEL       | PI        | PEX       | PEL       | PI        | PEX       | PEL       | PI        | PEX       | PEL       | PI        | PEX       | PEL       | PEL       | PEL       | PI        | PEX       | PEX       | PEL       | PI        | PEX       | PEX       | PEL       | PI        | PEX       | DF        |
| ------ | --------- | --------- | --------- | --------- | --------- | --------- | --------- | --------- | --------- | --------- | --------- | --------- | --------- | --------- | --------- | --------- | --------- | --------- | --------- | --------- | --------- | --------- | --------- | --------- | --------- | --------- | --------- | --------- | --------- | --------- | --------- | --------- | --------- | --------- | --------- | --------- | --------- | --------- | --------- | --------- | --------- | --------- | --------- | --------- |
| 1      | Inés      | AD        | EP        | SPD       | BD        | EG        | IN        | SMD       | EP        | BD        | BD        | GD        | AD        | EP        | MD        | EG        | MD        | EG        | IN        | BD        | EG        | IN        | MD        | EP        | MD        | GD        | DC        | AD        | BD        | EG        | IN        | IN        | IN        | GD        |           | BD        | MD        | GD        |           | GD        | IN        | GD        | IN        | GANADORA  |
| 2      | Marina    | MD        | EG        | IN        | BD        | EP        | BD        | BD        | EP        | GD        | IN        | IN        | BD        | EP        | MD        | EG        | MD        | EP        | MD        | MD        | EG        | IN        | AD        | EP        | BD        | AD        | EP        | AD        | DD        | EG        | IN        | IN        | IN        | MD        |           | GD        | IN        | SMD       |           | BD        | MD        | SMD       | GD        | 2.º LUGAR |
| 3      | Pitingo   | MD        | EG        | IN        | BD        | EG        | IN        | BD        | EP        | GD        | IN        | IN        | MD        | EP        | AD        | EP        | NP        | EP        | AD        | MD        | EG        | IN        | AD        | EG        | IN        | MD        | EP        | BD        | BD        | EG        | IN        | IN        | IN        | BD        |           | GD        | IN        | MD        |           | GD        | IN        | MD        | EL        |           |
| 4      | Francis   | MD        | EP        | MD        | SMD       | EP        | BD        | AD        | EP        | IN        | IN        | IN        | AD        | EP        | IN        | EG        | PIN       | EG        | IN        | MD        | EP        | IN        | MD        | EG        | IN        | MD        | EG        | IN        | BD        | EG        | GD        | IN        | IN        | MD        |           | BD        | BD        | MD        |           | BD        | BD        | BD        | EL        |           |
| 5      | Pocholo   | MD        | EG        | IN        | BD        | EG        | IN        | AD        | EG        | IN        | IN        | IN        | MD        | EP        | BD        | EP        | NP        | EG        | IN        | BD        | EP        | MD        | AD        | EG        | IN        | AD        | EG        | IN        | SMD       | EP        | NP        | GD        | IN        | MD        |           | BD        | MD        | MD        |           | BD        | EL        |           |           |           |
| 6      | Cristina  | AD        | EP        | AD        | BD        | EP        | MD        | GDR       | EG        | IN        | IN        | IN        | EL        |           |           | EG        | MD        | EP        | AD        | MD        | EG        | IN        | GD        | EP        | BD        | MD        | EG        | IN        | BD        | EP        | BD        | BD        | GD        | BD        |           | BD        | EL        |           |           |           |           |           |           |           |
| 7      | Hiba      | GD        | EG        | IN        | GD        | EP        | MD        | BD        | EG        | IN        | IN        | IN        | GD        | EP        | IN        | EP        | NP        | EG        | IN        | MD        | EP        | BD        | MD        | EP        | MD        | AD        | EG        | IN        | BD        | EP        | NP        | NP        | EL        |           |           |           |           |           |           |           |           |           |           |           |
| 8      | José      | BD        | EP        | EL        |           |           |           |           |           |           |           |           |           |           |           |           |           |           |           |           | REG       | IN        | MD        | EG        | IN        | MD        | EP        | EL        |           |           |           |           |           |           |           |           |           |           |           |           |           |           |           |           |
| 9      | Raúl      | SMD       | EG        | IN        | BD        | EG        | IN        | MD        | EG        | IN        | IN        | IN        | MD        | EP        | GD        | EP        | NP        | EP        | MD        | AD        | EG        | IN        | MD        | EG        | IN        | MD        | EP        | EL        |           |           |           |           |           |           |           |           |           |           |           |           |           |           |           |           |
| 10     | Itziar    | BD        | EP        | MD        | BD        | EG        | IN        | BD        | EG        | IN        | IN        | IN        | AD        | EP        | BD        | EP        | NP        | EG        | IN        | AD        | EP        | MD        | MD        | EP        | EL        |           |           |           |           |           |           |           |           |           |           |           |           |           |           |           |           |           |           |           |
| 11     | Pelayo    | MD        | EG        | IN        | BD        | EP        | AD        | BD        | EG        | IN        | IN        | IN        | SMD       | EP        | IN        | EP        | NP        | EG        | IN        | MD        | EP        | EL        |           |           |           |           |           |           |           |           |           |           |           |           |           |           |           |           |           |           |           |           |           |           |
| 12     | María     | MD        | EG        | IN        | BD        | EP        | GD        | BD        | EP        | BD        | GD        | IN        | BD        | EP        | AD        | EG        | MD        | EP        | EL        |           | SMD       |           |           |           |           |           |           |           |           |           |           |           |           |           |           |           |           |           |           |           |           |           |           |           |
| 13     | Topacio   | MD        | EP        | IN        | BD        | EP        | AD        | AD        | EP        | BD        | MD        | MD        | MD        | EP        | IN        | EG        | MD        | EP        | EL        |           | BD        |           |           |           |           |           |           |           |           |           |           |           |           |           |           |           |           |           |           |           |           |           |           |           |
| 14     | Rubén     | BD        | EG        | IN        | BD        | EG        | IN        | MD        | EG        | IN        | IN        | IN        | BD        | EP        | AB        |           |           |           |           |           |           |           |           |           |           |           |           |           |           |           |           |           |           |           |           |           |           |           |           |           |           |           |           |           |
| 15     | Nerea     | BD        | EP        | AD        | AD        | EG        | IN        | AD        | EP        | BD        | BD        | EL        |           |           |           |           |           |           |           |           | BD        |           |           |           |           |           |           |           |           |           |           |           |           |           |           |           |           |           |           |           |           |           |           |           |
| 16     | Juan Luis | AD        | EP        | GD        | BD        | EP        | EL        |           |           |           |           |           |           |           |           |           |           |           |           |           | BD        |           |           |           |           |           |           |           |           |           |           |           |           |           |           |           |           |           |           |           |           |           |           |           |

Leyenda
| (GANADOR) Ganador.                                       | (EG/EP) El Equipo Azul fue el ganador o el perdedor.                                                           |
| (2.º LUGAR) Segundo lugar.                               | (EG/EP) El Equipo Rojo fue el ganador o el perdedor.                                                           |
| (IN) Inmunidad.                                          | (EG/EP) El Equipo Blanco fue el ganador o el perdedor.                                                         |
| (IN) Inmunidad extra.                                    | (EG/EP) El Equipo Verde fue el ganador o el perdedor.                                                          |
| (NP) No participó en la prueba.                          | (EG/EP) El concursante ejerció de “sazonador” de la prueba de exteriores.                                      |
| (GD) Ganó la prueba.                                     | (DD/PIN) Ganó el delantal dorado o el pin de la inmunidad.                                                     |
| (SMD) Segundo mejor trabajo.                             | (DG/EG) Formó parte de la pareja, o del equipo ganador.                                                        |
| (AD) Alto desempeño.                                     | (DP/EG) Formó parte de la pareja, o del equipo perdedor.                                                       |
| (MD) Trabajo intermedio.                                 | (ENT) Entró al concurso.                                                                                       |
| (BD) Mal trabajo.                                        | (REG) Regresó al concurso.                                                                                     |
| (SPD) Segundo peor trabajo.                              | (AB) Abandonó el concurso.                                                                                     |
| (EL) Eliminado.                                          | (DSC) Descalificado.                                                                                           |
| (GDR) Ganador de la prueba por el Delantal de la Repesca | (REG) El participante regresa a la competencia después de ser eliminado por utilizar el delantal de la repesca |

### Episodios y audiencias
| Fecha      | Características del programa                                                             | Audiencia       |
| ---------- | ---------------------------------------------------------------------------------------- | --------------- |
| 09/09/2024 | Gala 1 / Expulsión de José Lamuño                                                        | 995 000 (16,0%) |
| 16/09/2024 | Gala 2 / Expulsión de Juan Luis Cano                                                     | 871 000 (14,4%) |
| 23/09/2024 | Gala 3 / Expulsión de Nerea Garmendia                                                    | 891 000 (14,1%) |
| 30/09/2024 | Gala 4 / Expulsión de Cristina Cifuentes / Abandono de Rubén Ochandiano                  | 867 000 (13,7%) |
| 07/10/2024 | Gala 5 / Reentrada de Cristina Cifuentes / Expulsión de Topacio Fresh y María León       | 858 000 (14,0%) |
| 14/10/2024 | Gala 6 / Repesca de José Lamuño / Expulsión de Pelayo Díaz                               | 878 000 (13,5%) |
| 21/10/2024 | Gala 7 / Expulsión de Itziar Miranda                                                     | 882 000 (13,5%) |
| 28/10/2024 | Gala 8 / Expulsión de José Lamuño y Raúl Gómez                                           | 781 000 (12,4%) |
| 04/11/2024 | Gala 9 / Expulsión de Hiba Abouk                                                         | 883 000 (13,4%) |
| 11/11/2024 | Gala 10 / Expulsión de Cristina Cifuentes                                                | 932 000 (14,7%) |
| 25/11/2024 | Gala 11 / Expulsión de Pocholo Martínez Bordiú                                           | 776 000 (13,6%) |
| 02/12/2024 | Gala 12/ Ganadora: Inés Hernand 2.ª: Marina Rivers / 3.º: Pitingo / 4.º: Francis Lorenzo | 960 000 (15,6%) |

     Récord de audiencia.
     Líder en su franja horaria.

## Décima edición (2025)
La décima edición del formato se confirmó pocos días después de iniciar la novena. Durante la emisión de la final de la Copa del Rey, Pepe Rodríguez confirmó a Rosa Benito, Alejo Sauras, Miguel Torres, Soraya Arnelas y Quique Jiménez "Torito" como primeros confirmados de la edición.

### Aspirantes
| Concursante             | Edad | Procedencia          | Profesión                          | Información |
| ----------------------- | ---- | -------------------- | ---------------------------------- | ----------- |
| Alejo Sauras            | 45   | Mallorca             | Actor                              |             |
| Charo Reina             | 65   | Sevilla              | Folclórica                         |             |
| David Amor              | 45   | Vigo                 | Humorista                          |             |
| Jorge Luengo            | 35   | Cáceres              | Mago                               |             |
| Jose Manuel Parada      | 71   | Galicia              | Presentador                        |             |
| Juanjo Bona             | 21   | Zaragoza             | Cantante                           |             |
| Mala Rodríguez          | 46   | Jerez de la Frontera | Rapera                             |             |
| Mariló Montero          | 59   | Navarra              | Presentadora de TV                 |             |
| Masi Rodríguez          | 29   | Sevilla              | Influencer                         |             |
| Miguel Torres           | 39   | Madrid               | Exfutbolista                       |             |
| Necko Vidal             | 27   | Madrid               | Músico                             |             |
| Quique Jiménez "Torito" | 47   | Menorca              | Presentador de televisión          |             |
| Rosa Benito             | 69   | Alicante             | Socialité y cuñada de Rocío Jurado |             |
| Soraya Arnelas          | 42   | Cáceres              | Cantante                           |             |
| Valeria Ros             | 38   | Vizcaya              | Humorista                          |             |
| Valeria Vegas           | 39   | Valencia             | Periodista                         |             |

## Palmarés
| Edición | Fecha | Ganador(es)              | Segundo lugar           | Tercer lugar          | Cuarto lugar      |
| ------- | ----- | ------------------------ | ----------------------- | --------------------- | ----------------- |
| MCC1    | 2016  | Miguel Ángel Muñoz       | Cayetana Guillén Cuervo | Loles León            | Fernando Tejero   |
| MCC2    | 2017  | Saúl Craviotto           | Silvia Abril            | José Corbacho         | Patricia Montero  |
| MCC3    | 2018  | Ona Carbonell            | Paz Vega                | Mario Vaquerizo       | Antonia Dell’Atte |
| MCC4    | 2019  | Tamara Falcó             | Félix Gómez             | Vicky Martín Berrocal | Boris Izaguirre   |
| MCC5    | 2020  | Raquel Meroño            | Florentino Fernández    | Josie                 | Ainhoa Arteta     |
| MCC6    | 2021  | Juanma CastañoMiki Nadal | —                       | David Bustamante      | Belén López       |
| MCC7    | 2022  | Lorena Castell           | Manu Baqueiro           | María Escoté          | Patricia Conde    |
| MCC8    | 2023  | Laura Londoño            | Álvaro Muñoz Escassi    | Daniel Illescas       | Toñi Moreno       |
| MCC9    | 2024  | Inés Hernand             | Marina Rivers           | Pitingo               | Francis Lorenzo   |
| MCC10   | 2025  |                          |                         |                       |                   |

## Resumen de audiencias
| Edición                                      | Programas | Fecha | Cadena            | Audiencia         | Final             |
| -------------------------------------------- | --------- | ----- | ----------------- | ----------------- | ----------------- |
| MasterChef Celebrity España: Primera edición | 6         | 2016  |                   | 3 282 000 (23,7%) | 3 499 000 (28,2%) |
| MasterChef Celebrity España: Segunda edición | 10        | 2017  | 2 730 000 (23,5%) | 3 325 000 (29,7%) |                   |
| MasterChef Celebrity España: Tercera edición | 11        | 2018  | 2 859 000 (20,5%) | 3 204 000 (22,7%) |                   |
| MasterChef Celebrity España: Cuarta edición  | 12        | 2019  | 2 383 000 (21,7%) | 2 774 000 (25,8%) |                   |
| MasterChef Celebrity España: Quinta edición  | 12        | 2020  | 2 458 000 (21,5%) | 3 020 000 (25,1%) |                   |
| MasterChef Celebrity España: Sexta edición   | 12        | 2021  | 2 126 000 (20,1%) | 2 624 000 (24,4%) |                   |
| MasterChef Celebrity España: Séptima edición | 12        | 2022  | 1 531 000 (15,5%) | 2 025 000 (15,4%) |                   |
| MasterChef Celebrity España: Octava edición  | 12        | 2023  | 1 176 000 (15,9%) | 1 268 000 (16,7%) |                   |
| MasterChef Celebrity España: Novena edición  | 12        | 2024  | 881 000 (14,1%)   | 960 000 (15,6%)   |                   |